# Biserica de lemn din Bungard

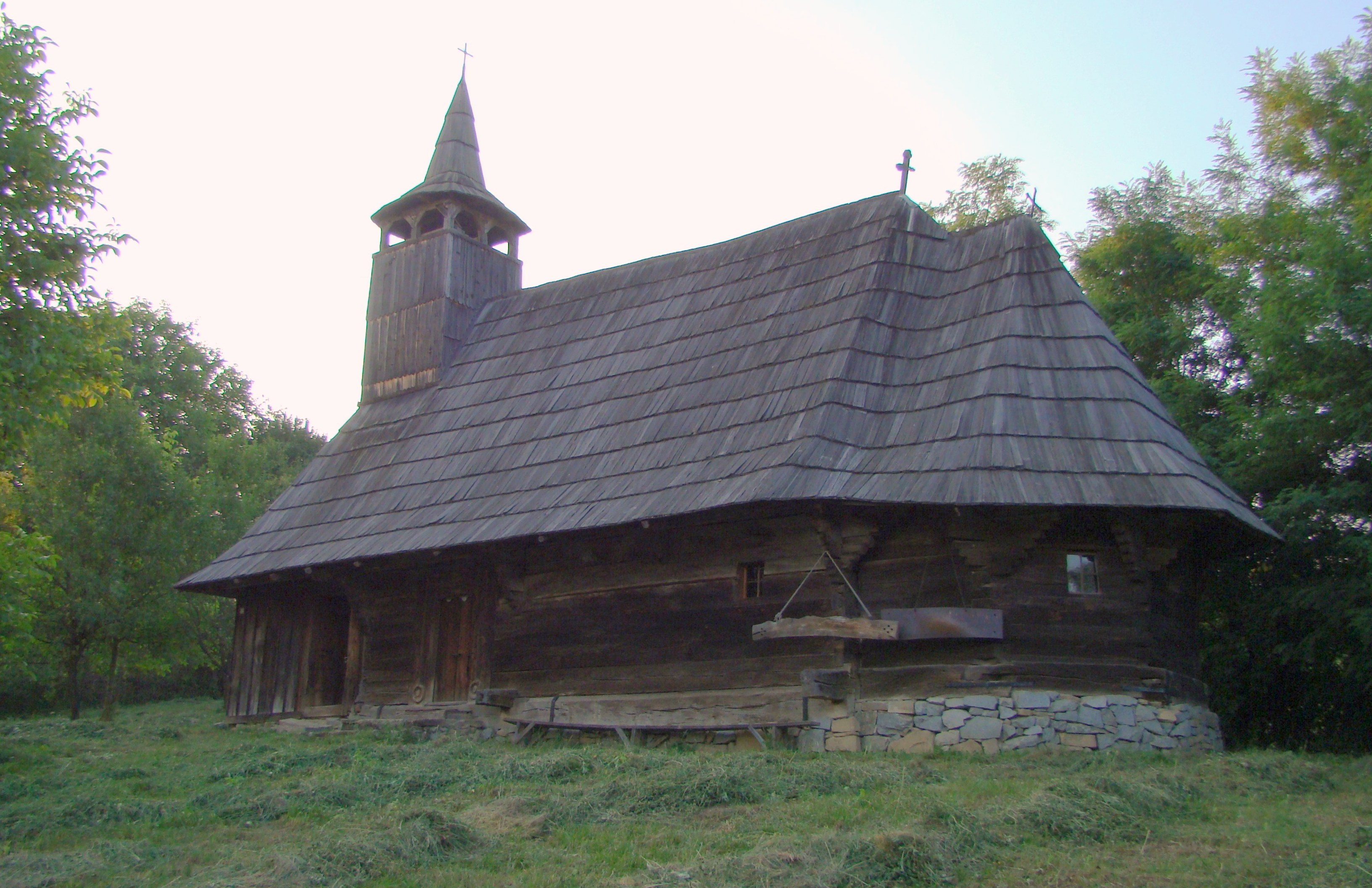
Biserica de lemn Sfinții Arhangheli Mihail și Gavriil din Bungard, comuna Lechința, județul Bistrița-Năsăud, foto: iulie 2009.

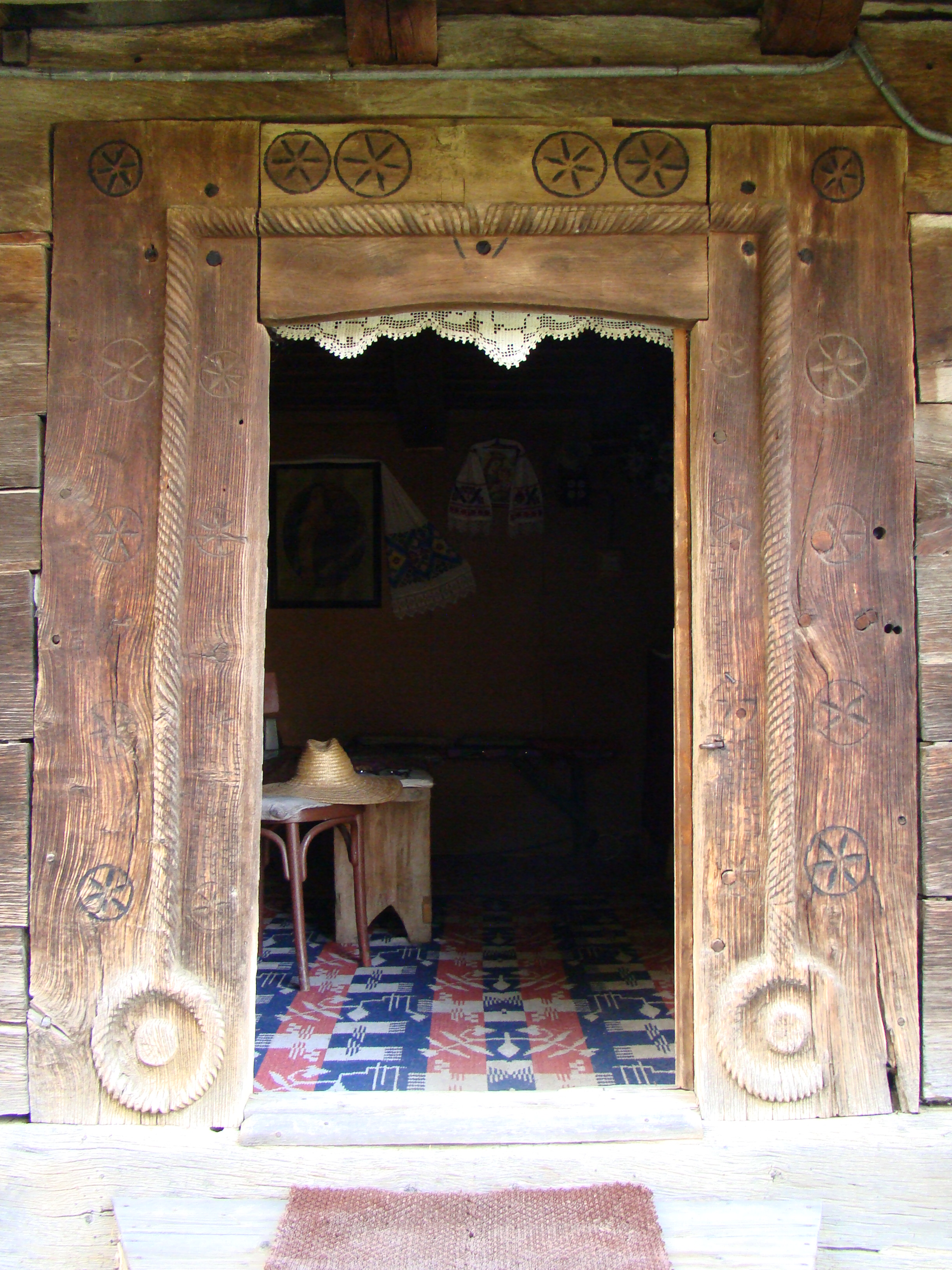
Portalul exterior, bogat ornamentat

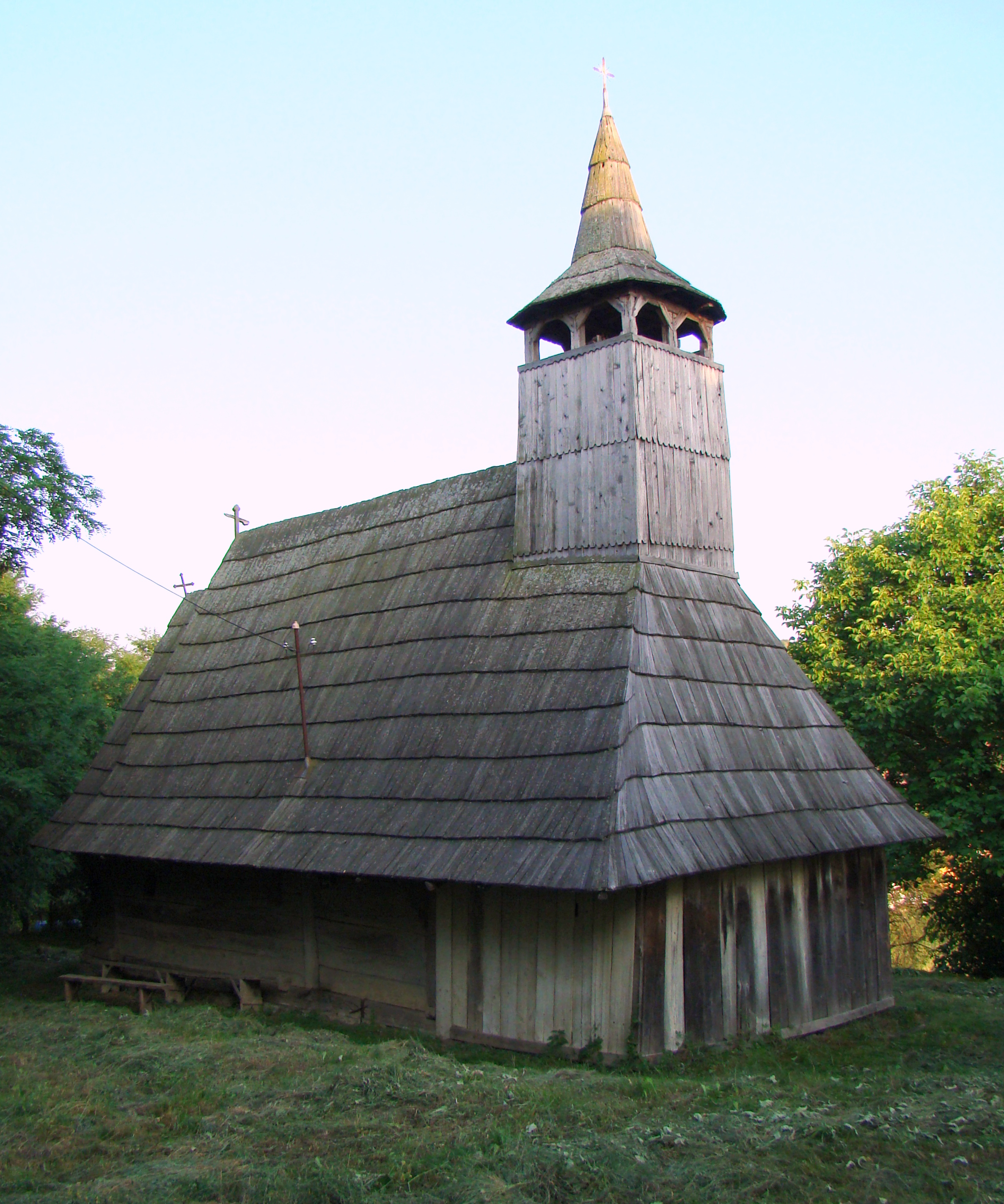
Biserica (nord-vest)

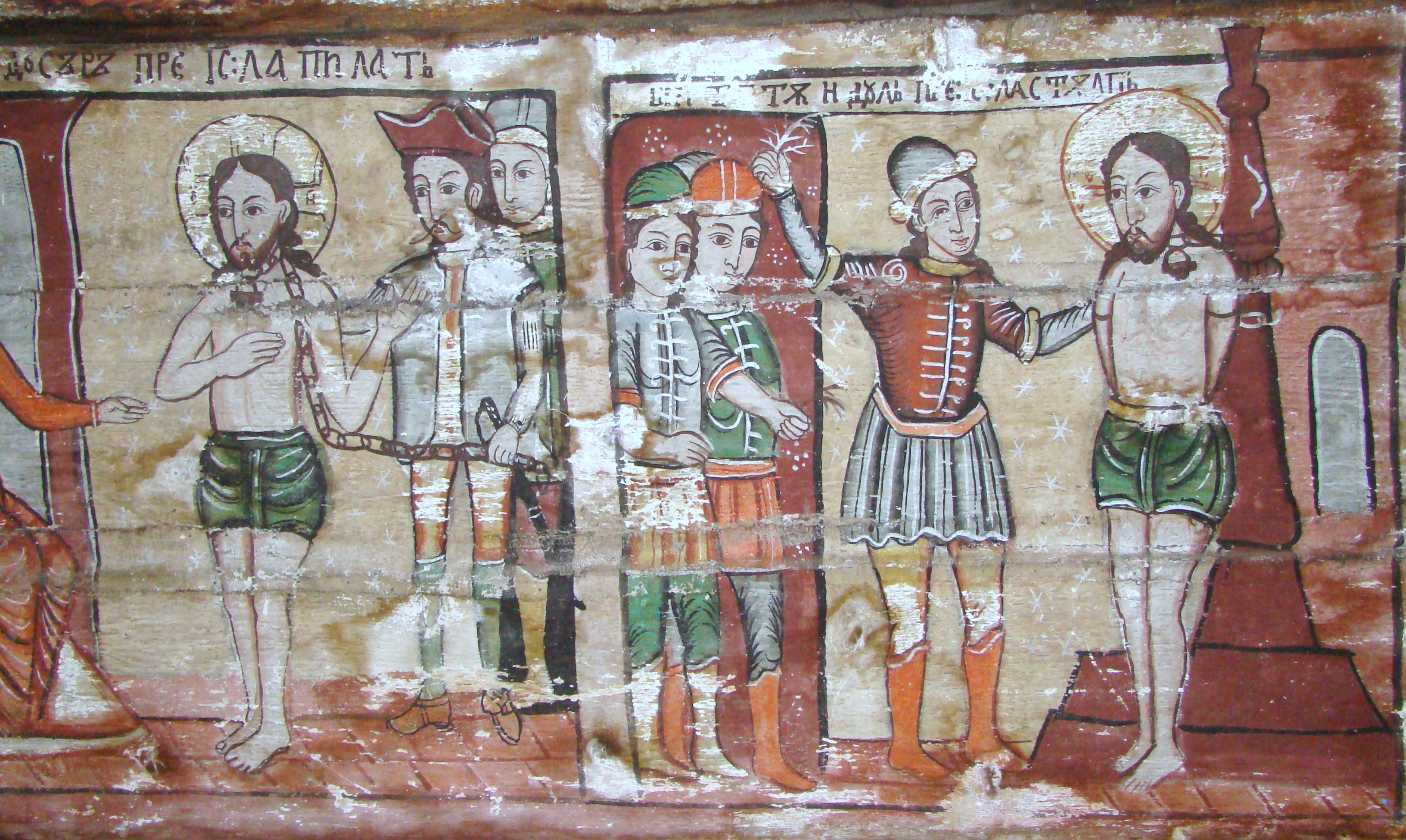
Patimile lui Iisus

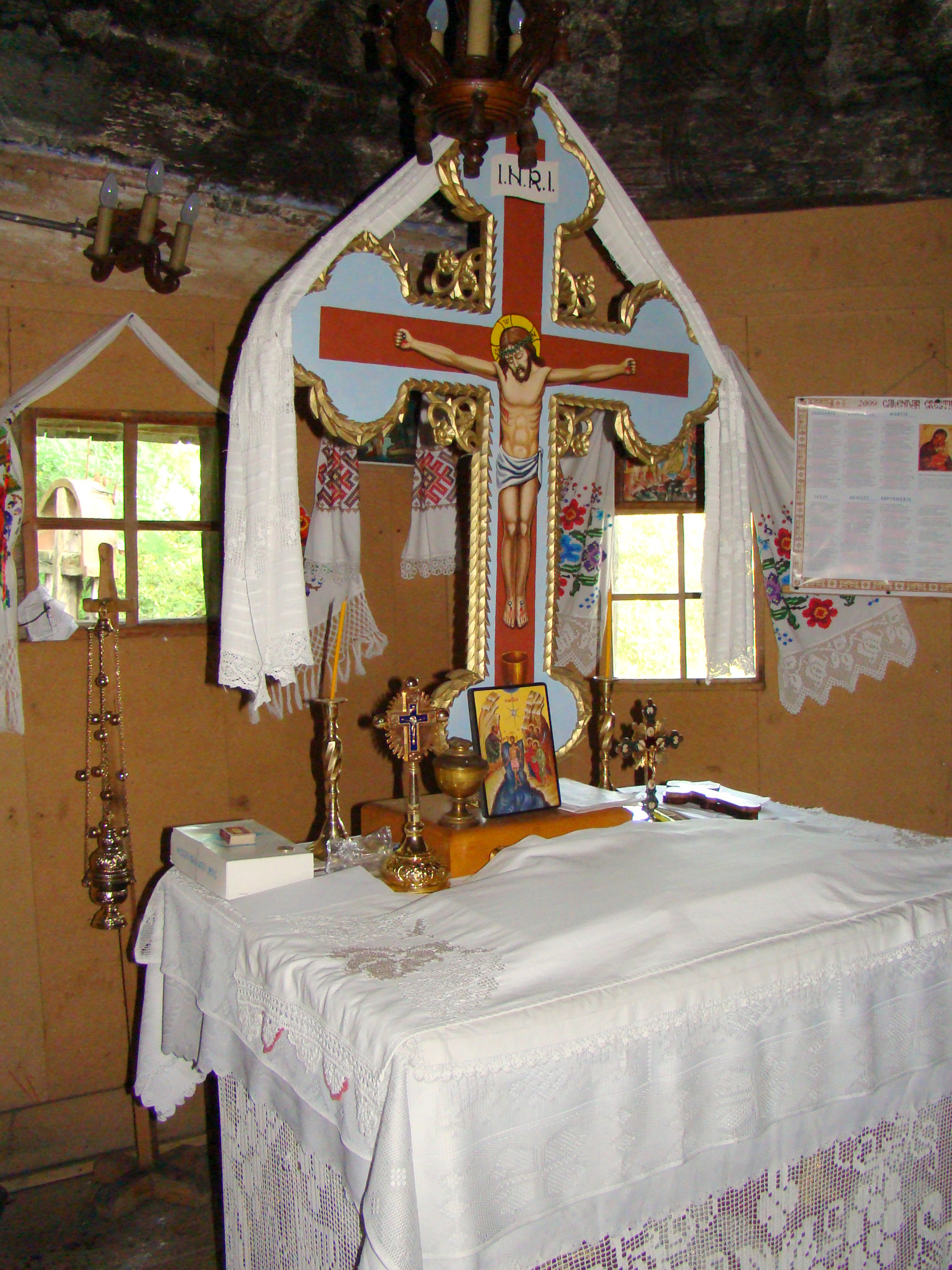
Masa altarului

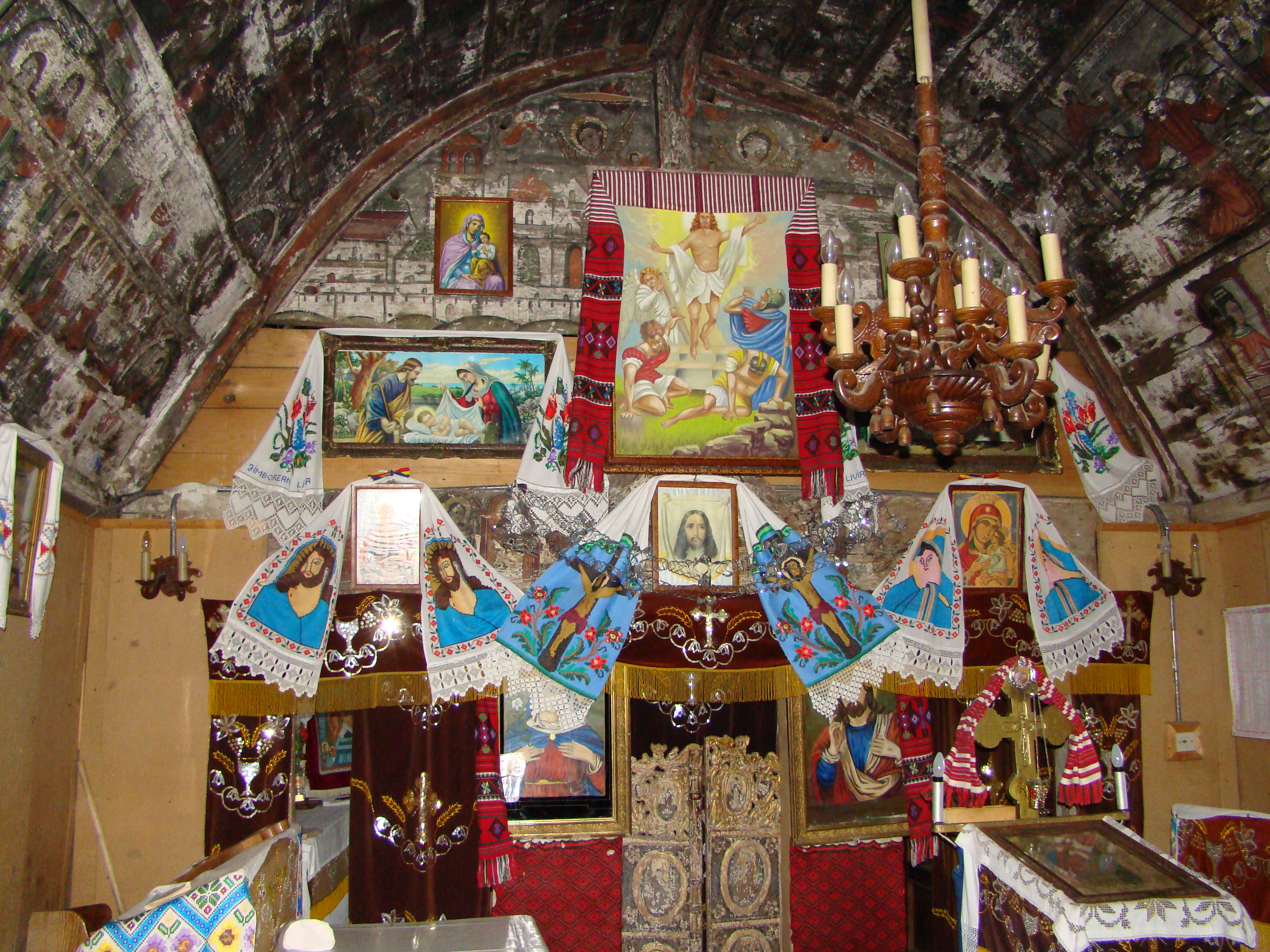
Interiorul navei

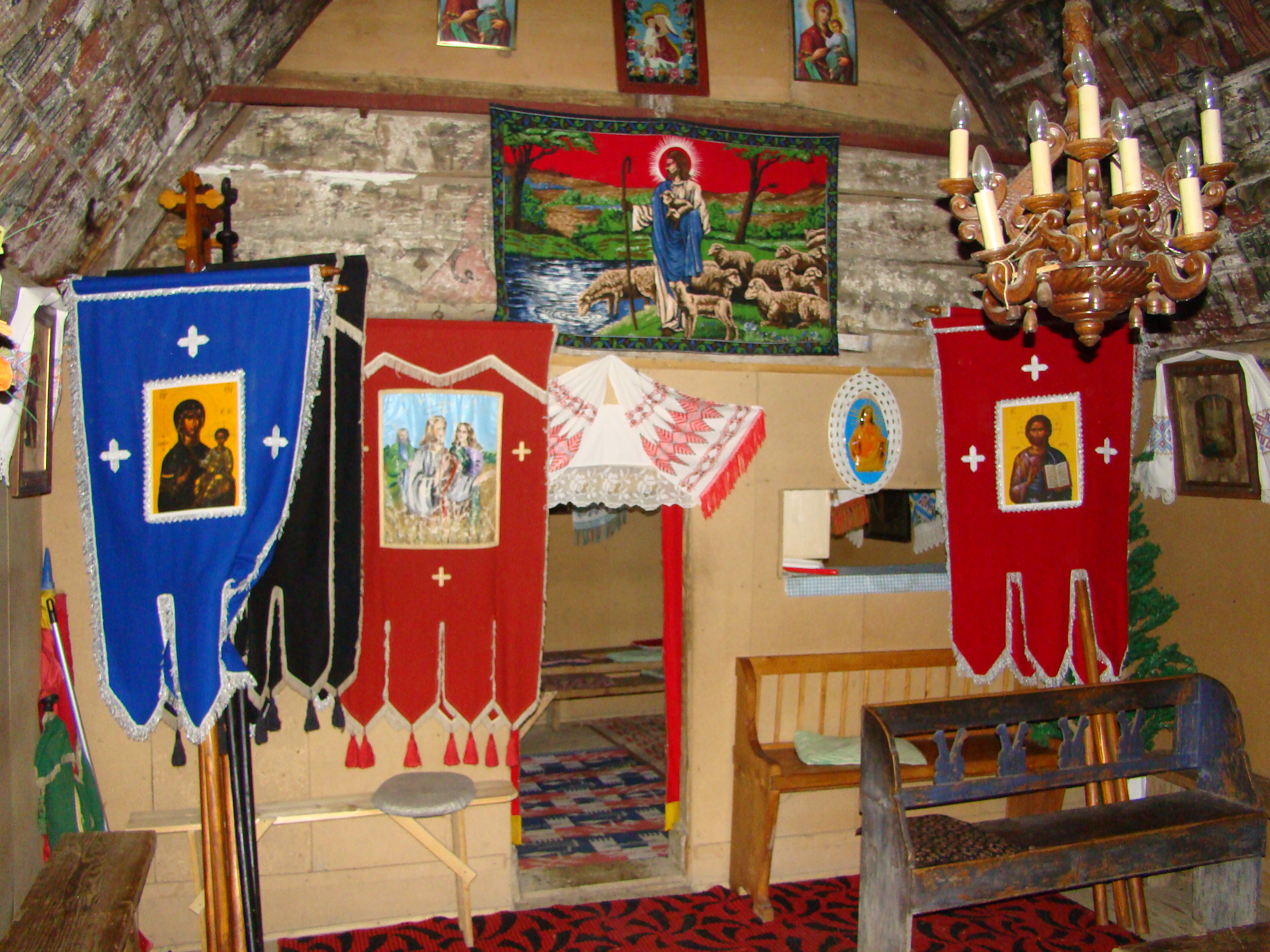
Interiorul navei spre ieșire

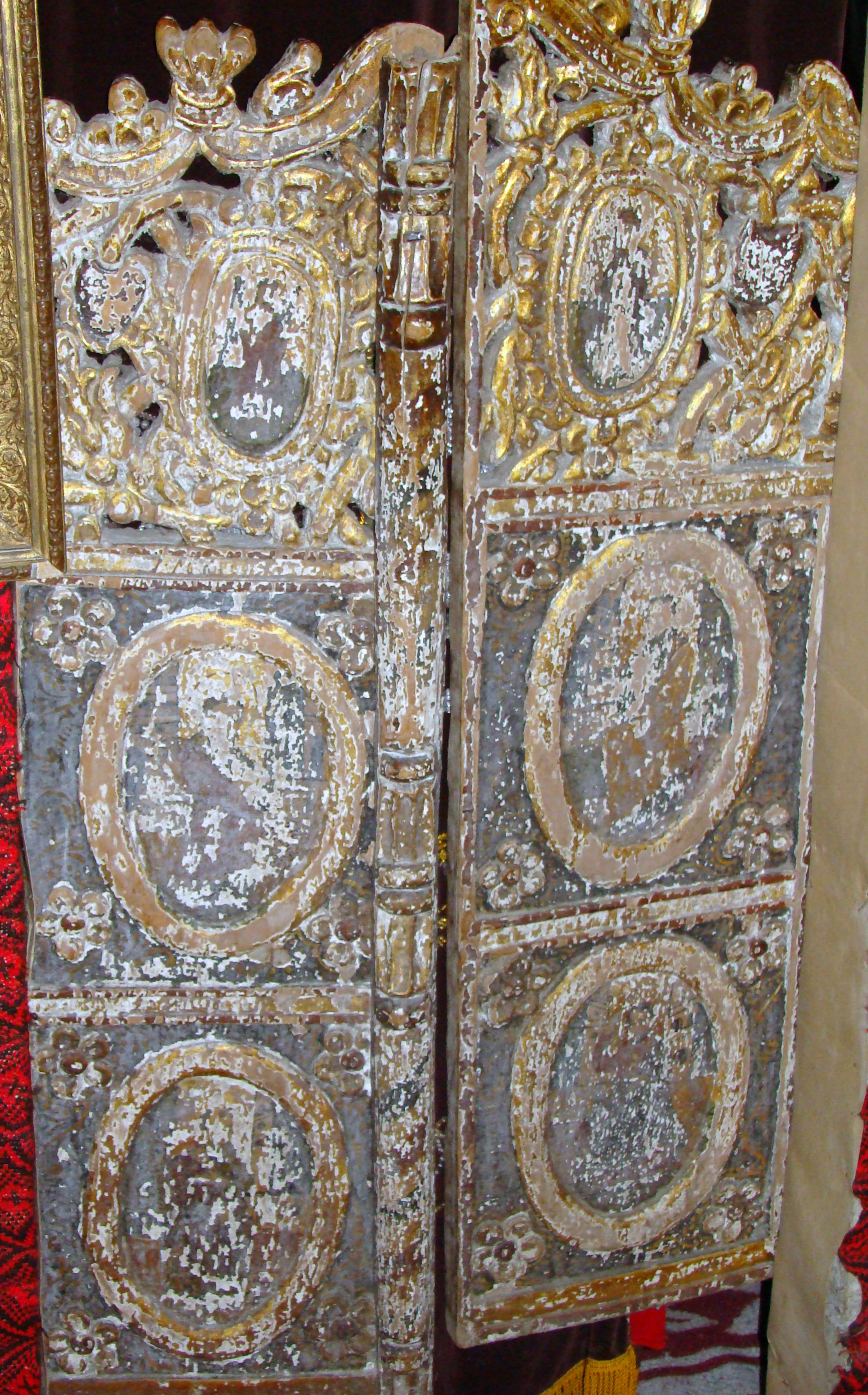
Ușile împărătești

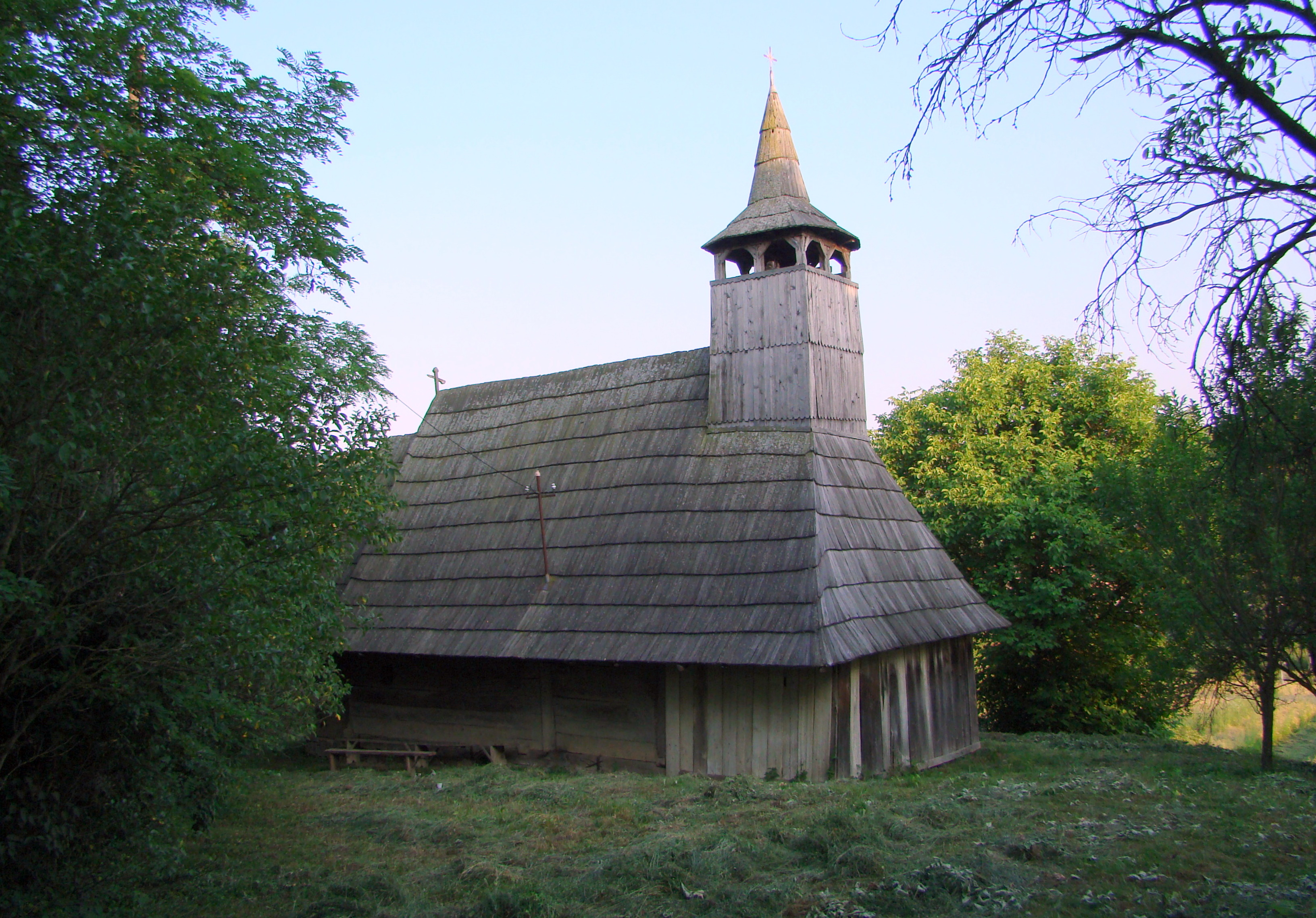
Biserica (nord)

Biserica de lemn din Bungard, comuna Lechința, județul Bistrița-Năsăud datează din anul 1711 . Lăcașul are hramul „Sfinții Arhangheli Mihail și Gavriil” (8 noiembrie) și figurează pe lista monumentelor istorice, cod LMI BN-II-m-A-01626.

## Istoric și trăsături
Așezat la 3 km de drumul principal ce trece prin Sângeorzu Nou spre Sărmașu, micul sat aparținǎtor din punct de vedere teritorial de comuna Lechința este atestat documentar la anul 1331 într-un act al comitatelor de juzi din comitatul Dǎbâca, referitor la uciderea lui Ștefan de Bungard.
Din punct de vedere bisericesc, credincioșii din satul Bungard au fost organizați ca parohie de sine stǎtǎtoare pânǎ în anul 1970, când au fost transformați în filie la parohia Sângeorzu Nou.
Biserica poartǎ hramul Sfinții Arhangheli Mihail și Gavriil, este din lemn, monument istoric, care dupǎ tradiție a fost mai întâi mǎnǎstire în locul numit Pǎdurea Doamnei. Anul construcției, potrivit inscripției de pe bârna exterioarǎ a laturii sudice, a fost 1711. 
Biserica are pronaosul dreptunghiular, tǎvǎnit și cu o tribunǎ. În naos bolta este pictatǎ cu scene din minunile și patimile Lui Iisus. Altarul este cu 5 laturi și absida decroșatǎ; ansamblul mural dateazǎ din a doua jumǎtate a secolului al XVIII-lea; sccenele pictate sunt însoțite de inscripții în chirilicǎ; ușile de la intrare, arcadele ce împart bolțile naosului și ușile iconostasului sunt bogat ornamentate cu motivul funiei, al soarelui, butoane din lemn, romburi, denticole.
În timpul în care a funcționat ca parohie, adicǎ pânǎ în anul 1970, în localitatea Bungard, timp de 230-235 ani, au slujit din tatǎ în fiu familia preotului Cheresteșiu, ultimul care a slujit din aceastǎ familie a fost ginerele, pe numele Octavian Bǎieș.
Din anul 1970 ca preot în filia Bungard a slujit Nicolae Pâslaru. De la 1 august 1977 – octombrie 1988 a slujit P.C. Vasile Turc, în timpul cǎruia s-au turnat treptele din ciment care duc spre Sfânta Bisericǎ. Au urmat pentru o perioadǎ scurtǎ de timp pr.prof. Dumitru Boca, dupǎ care P.C. Dumitru Știr. De la 1 februarie 1995 poartǎ de grijǎ credincioșilor pr. Vasile Beni, cu ajutorul cǎruia în anul 1997 s-a reușit sǎ se înlocuiascǎ acoperișul din șindrilǎ, ocazie cu care a avut loc și o slujbǎ de mulțumire și de întâlnire cu toți fii satului.

## Imagini din interior

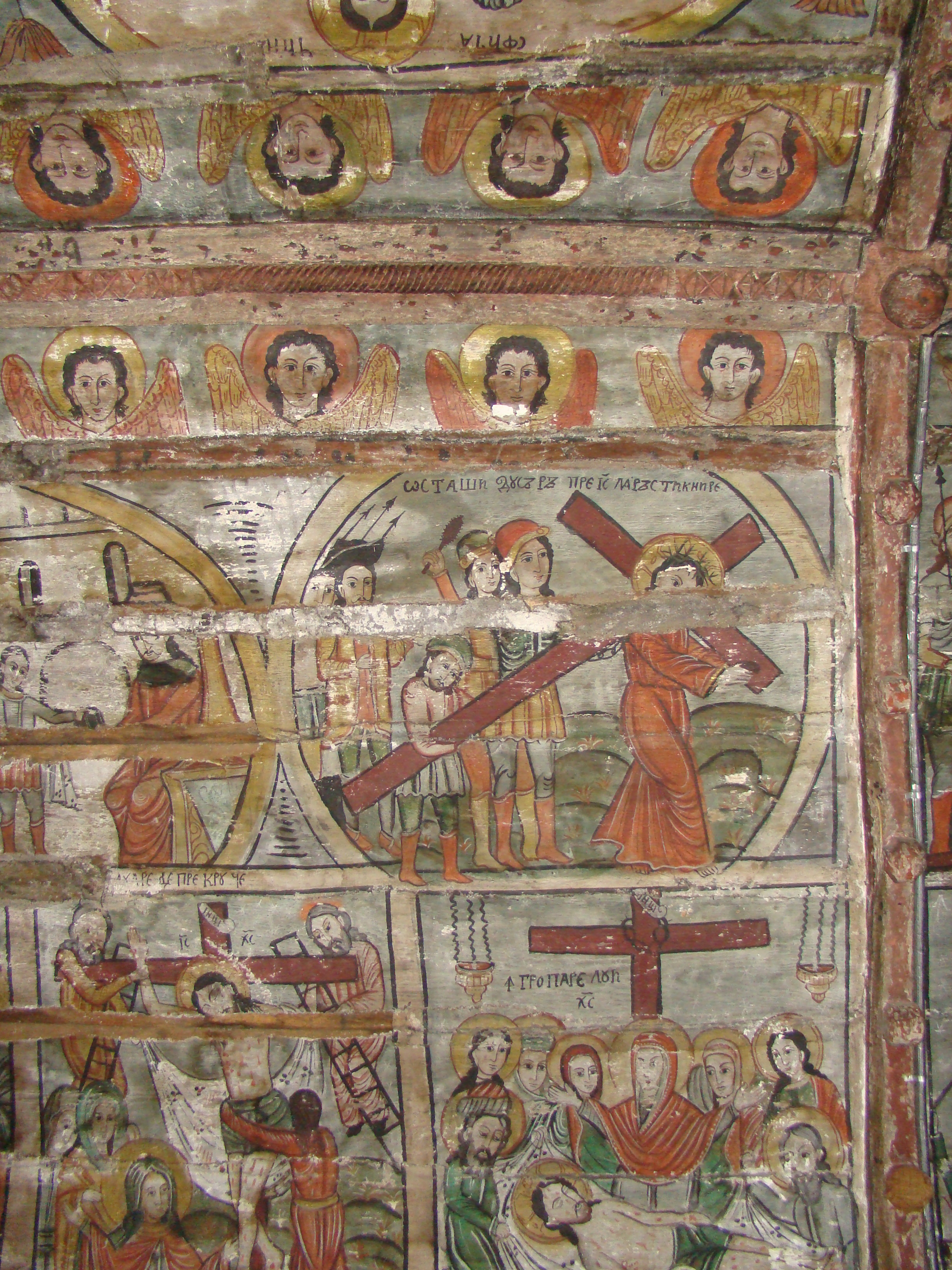
Pictura naosului
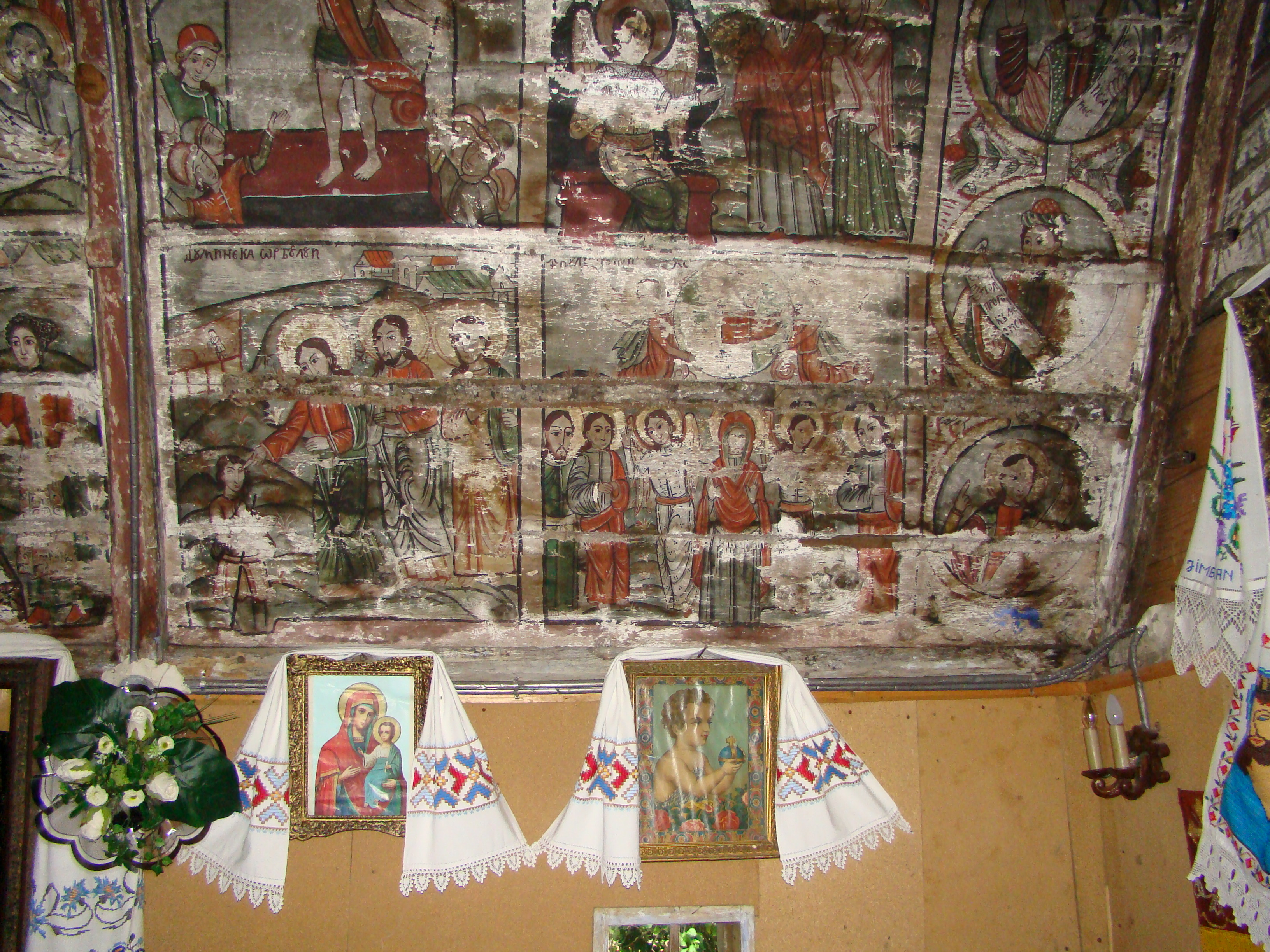
Pictura naosului
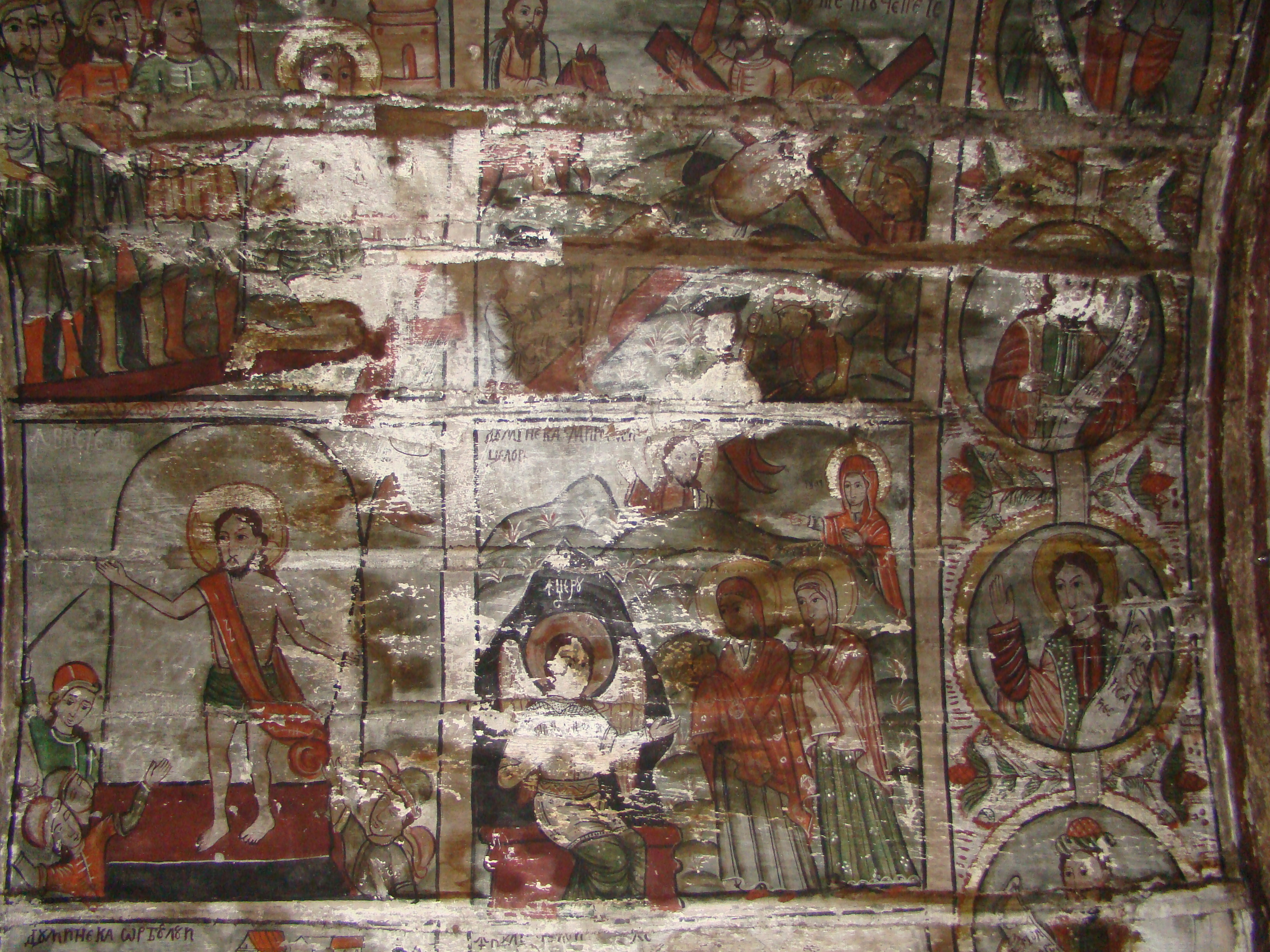
Pictura naosului
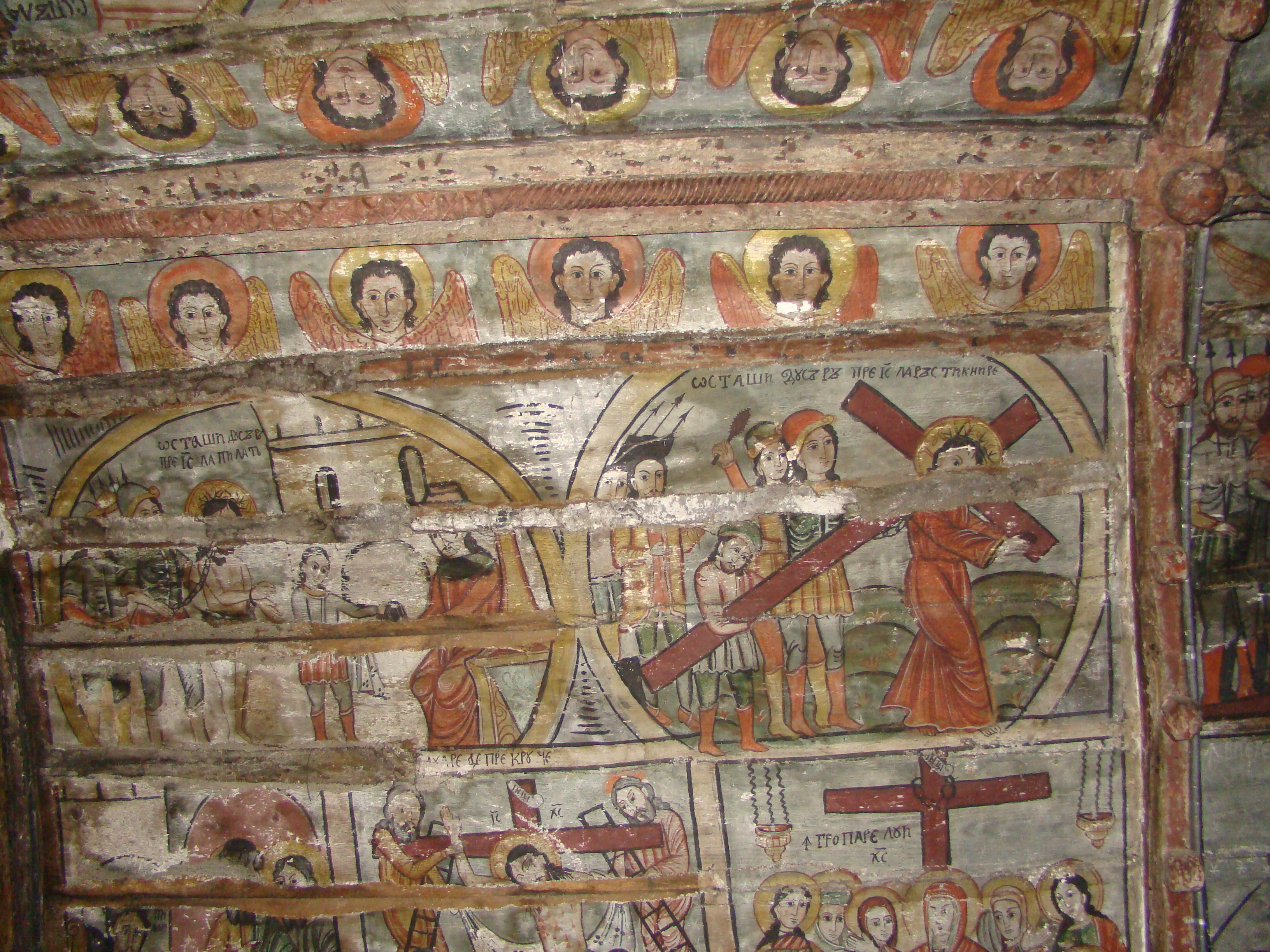
Pictura naosului
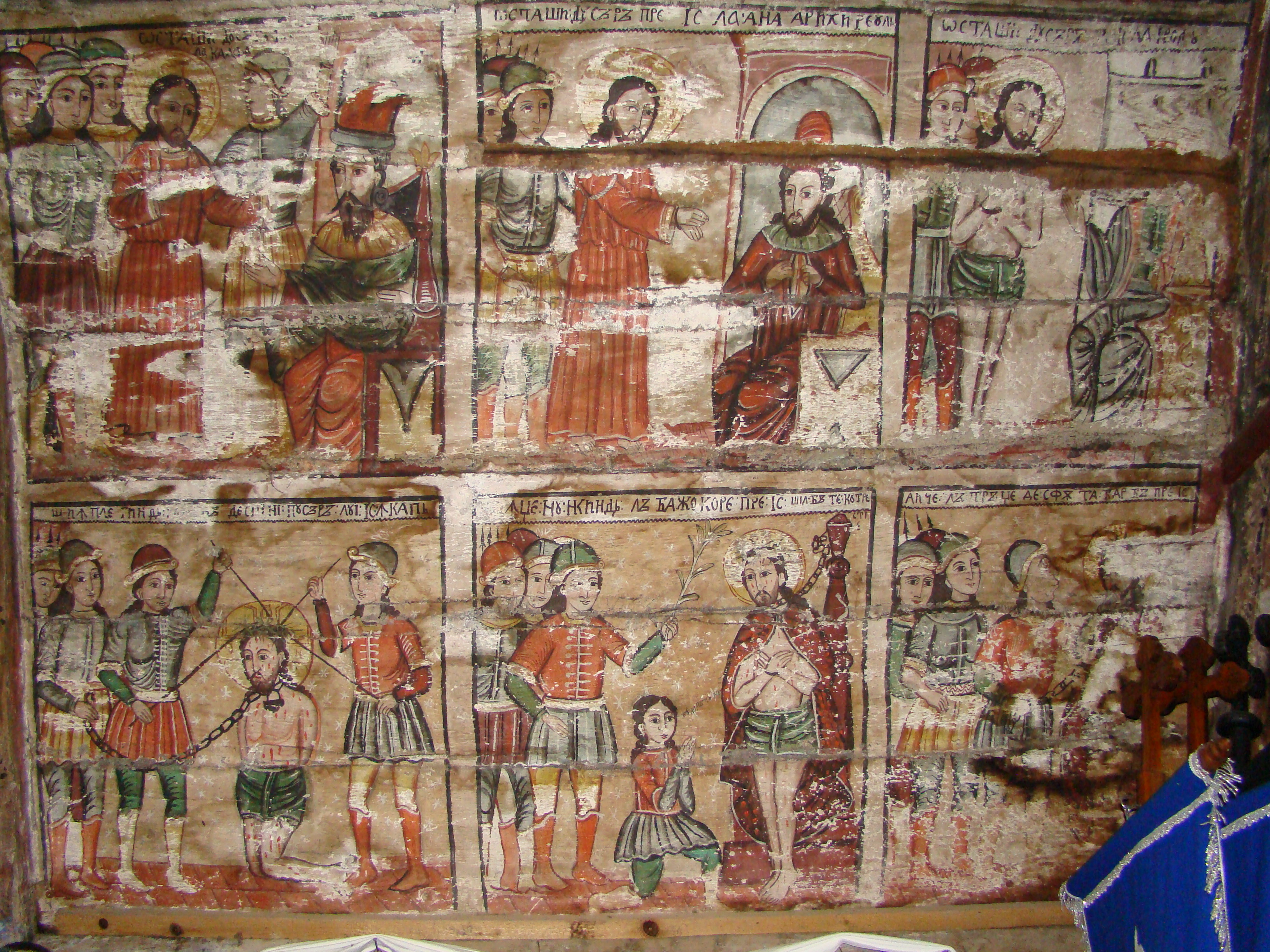
Pictura naosului
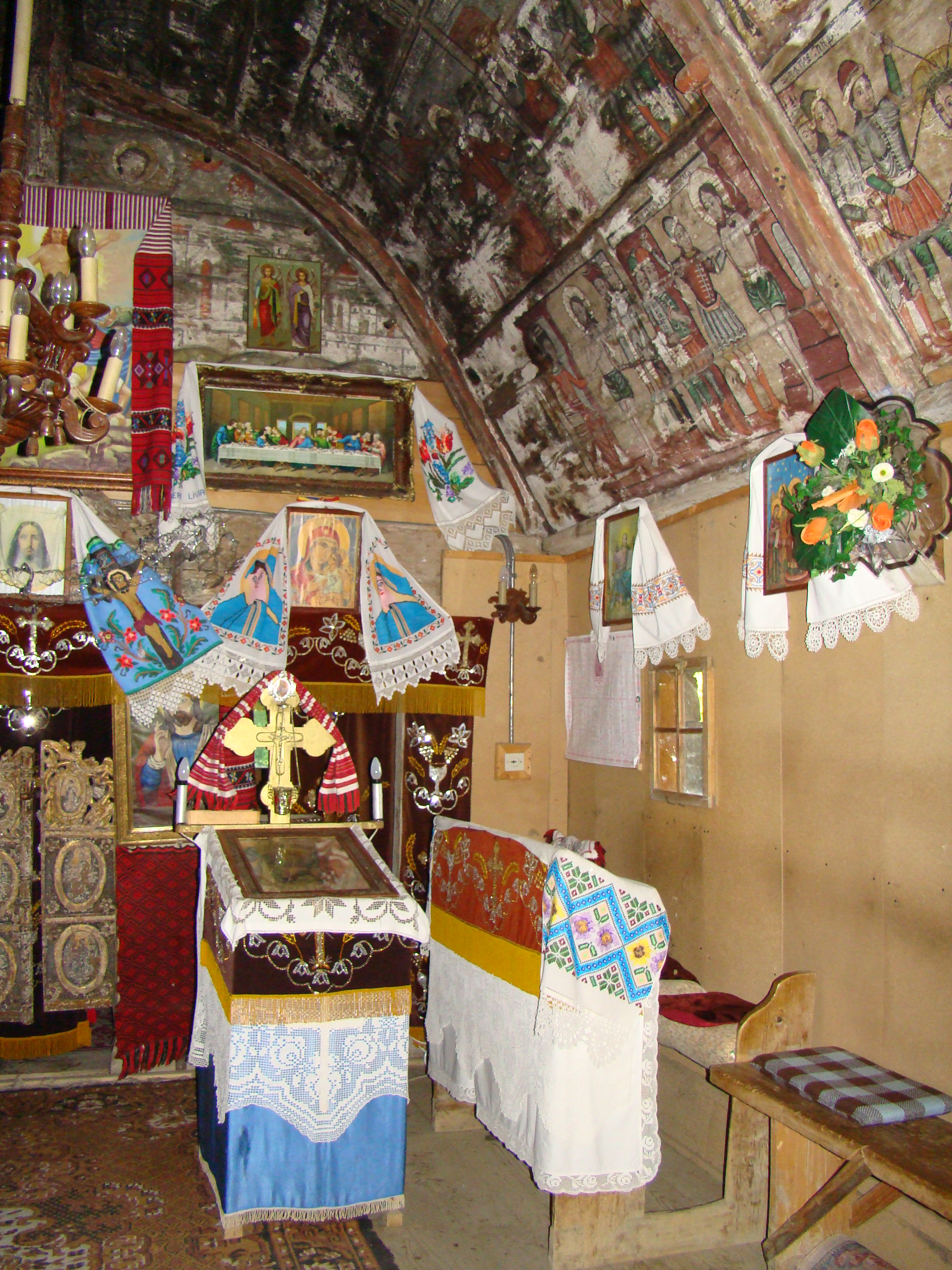
Naos (partea de sud-est)
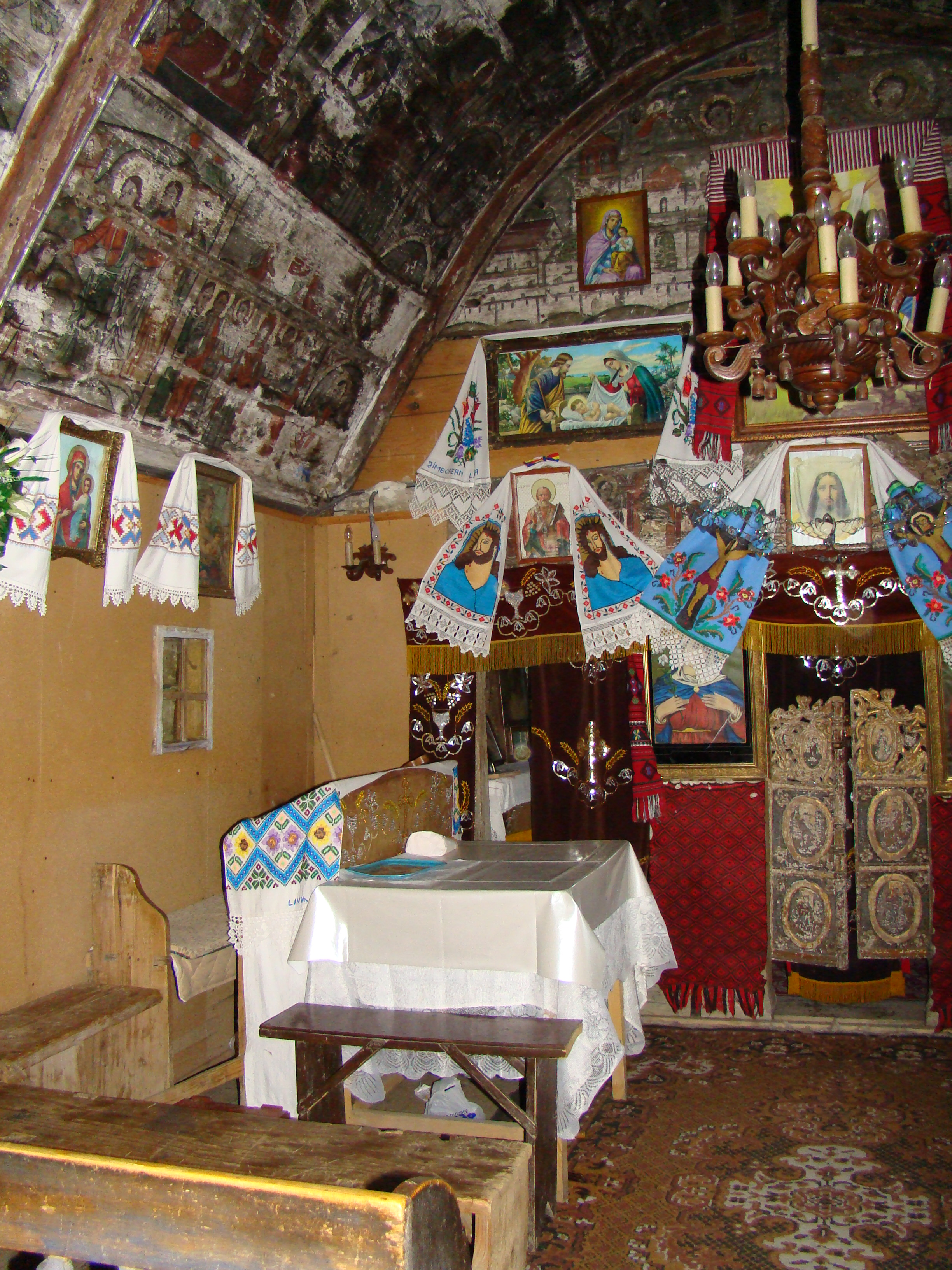
Naos (partea de nord-est)
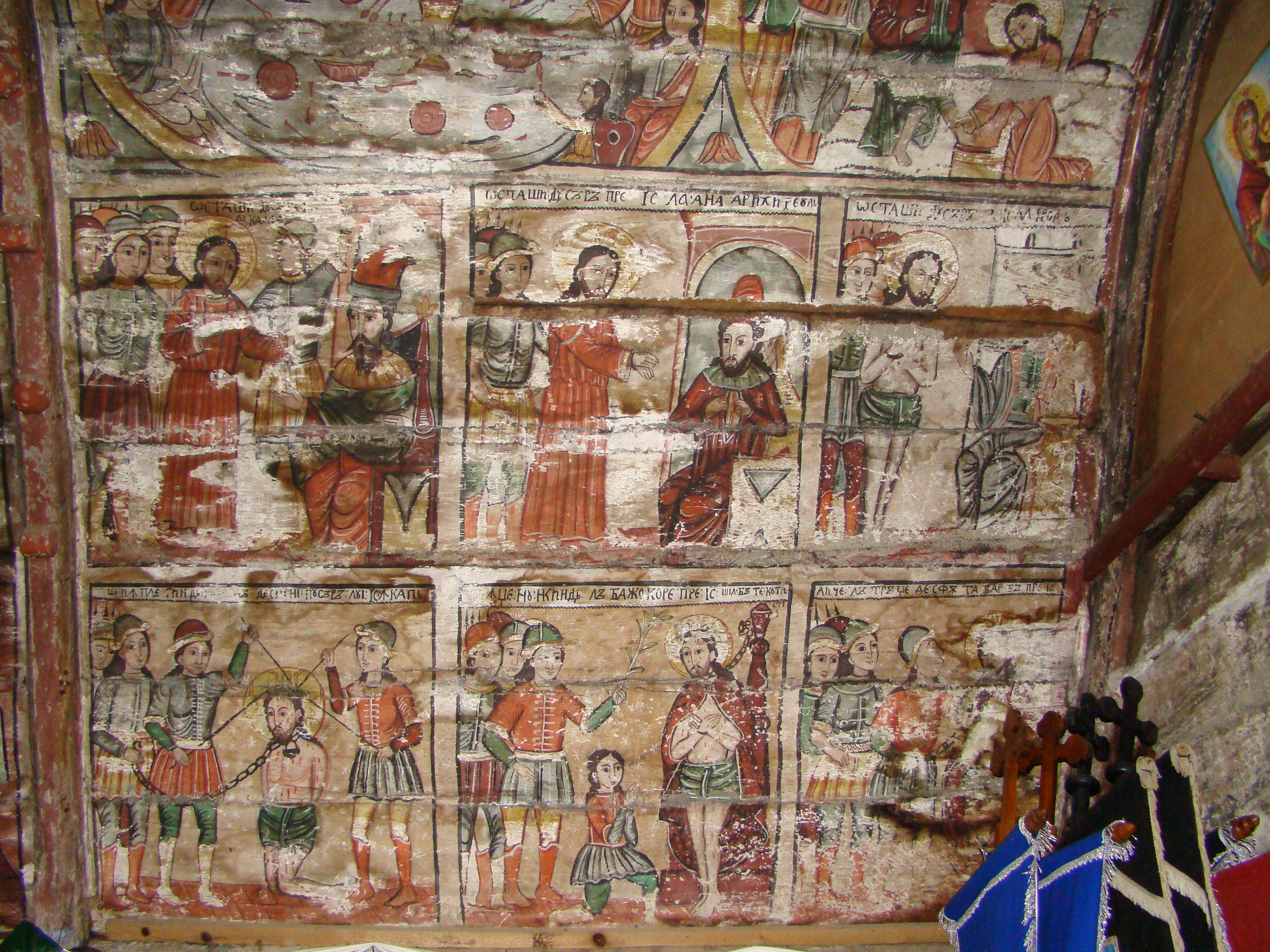
Pictura naosului
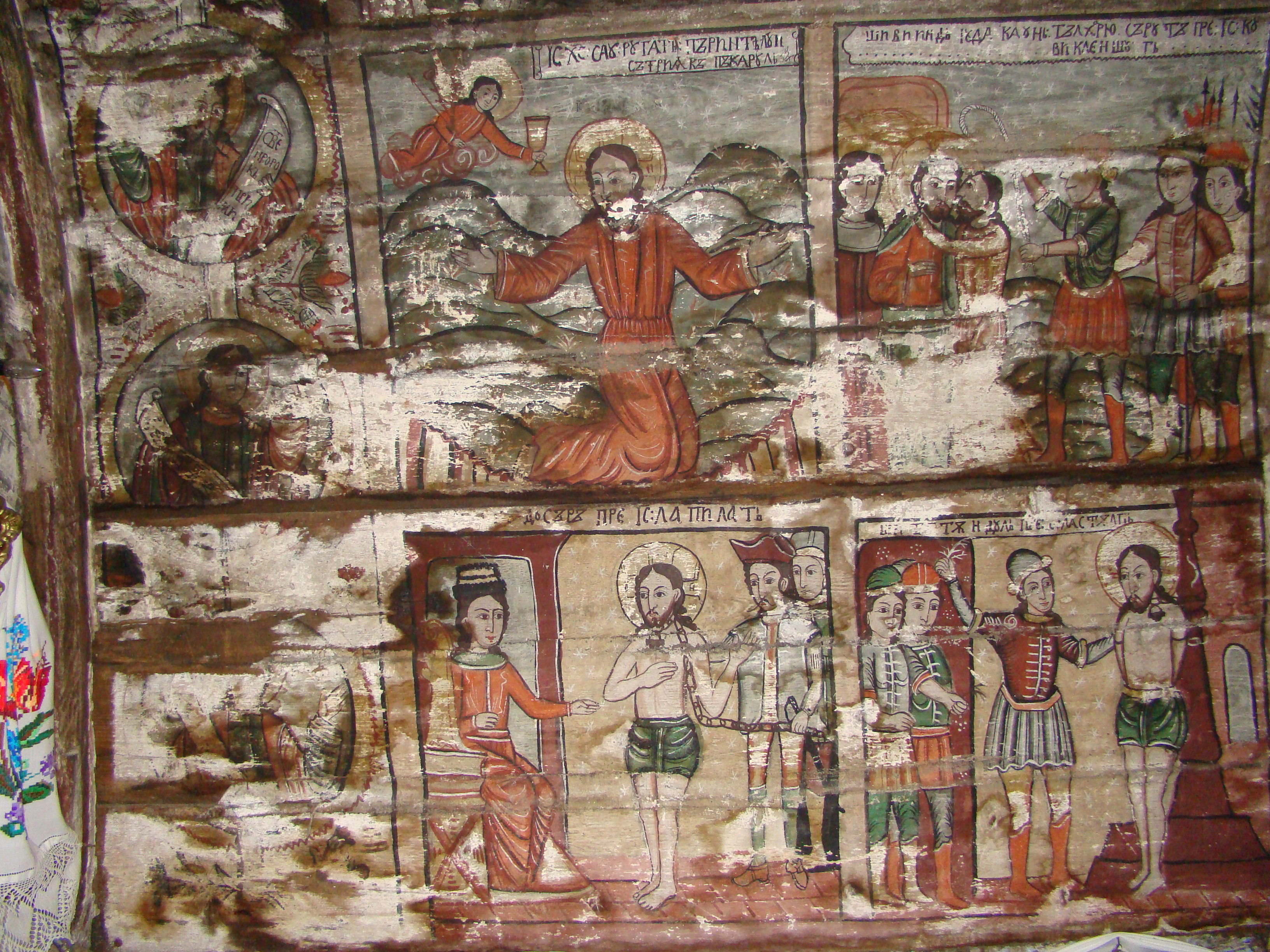
Pictura naosului
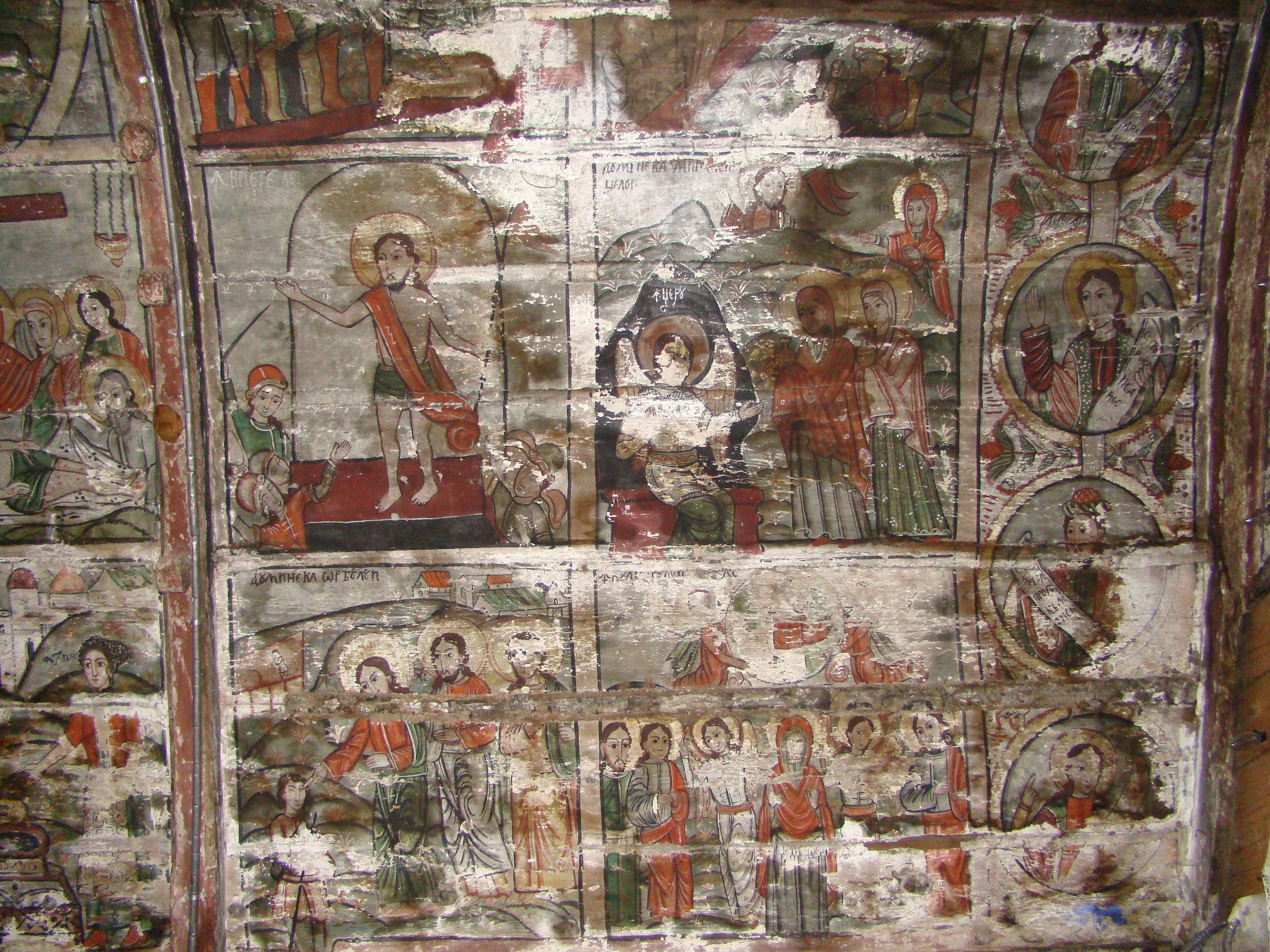
Pictura naosului
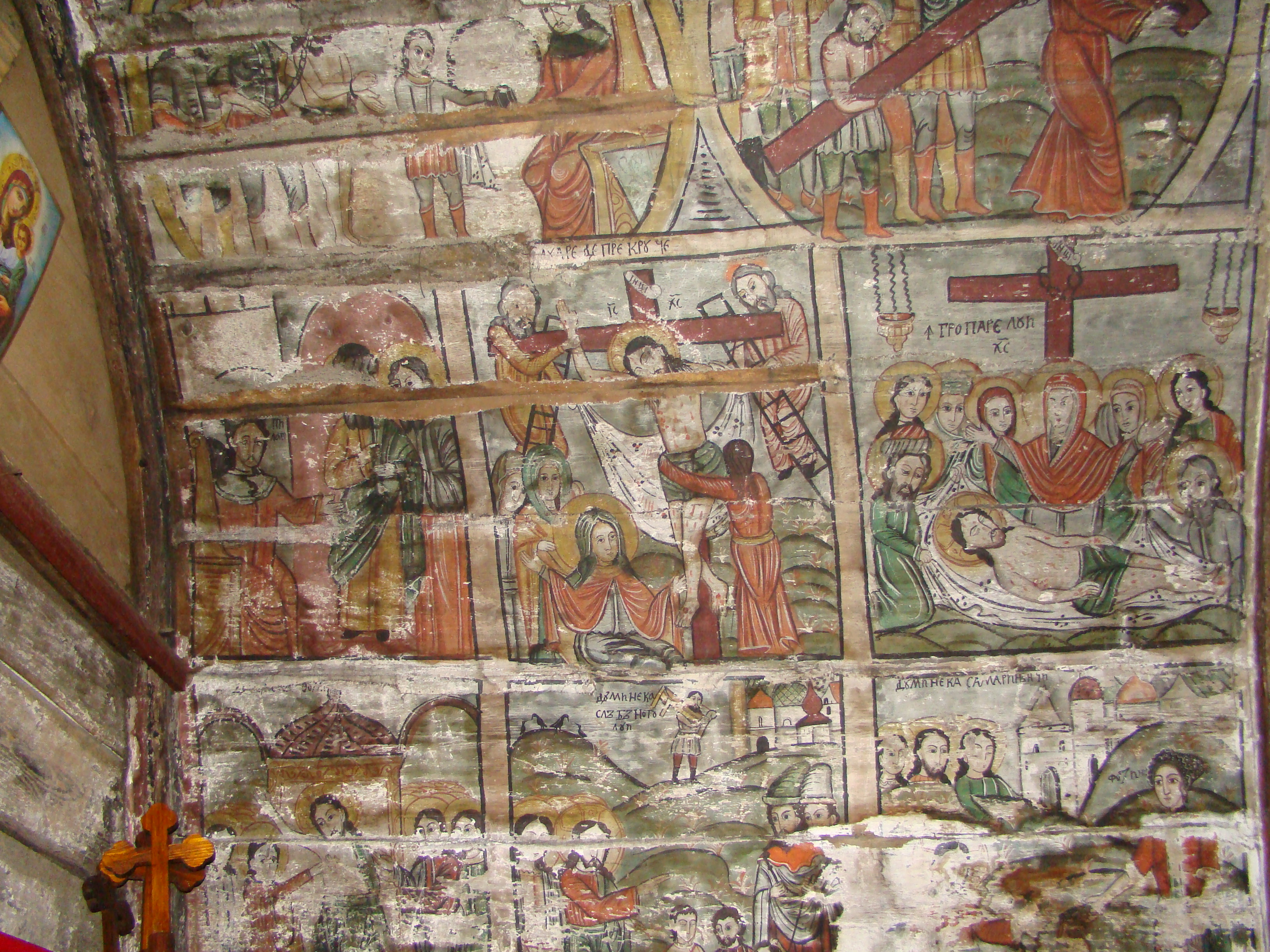
Pictura naosului

## Imagini din exterior

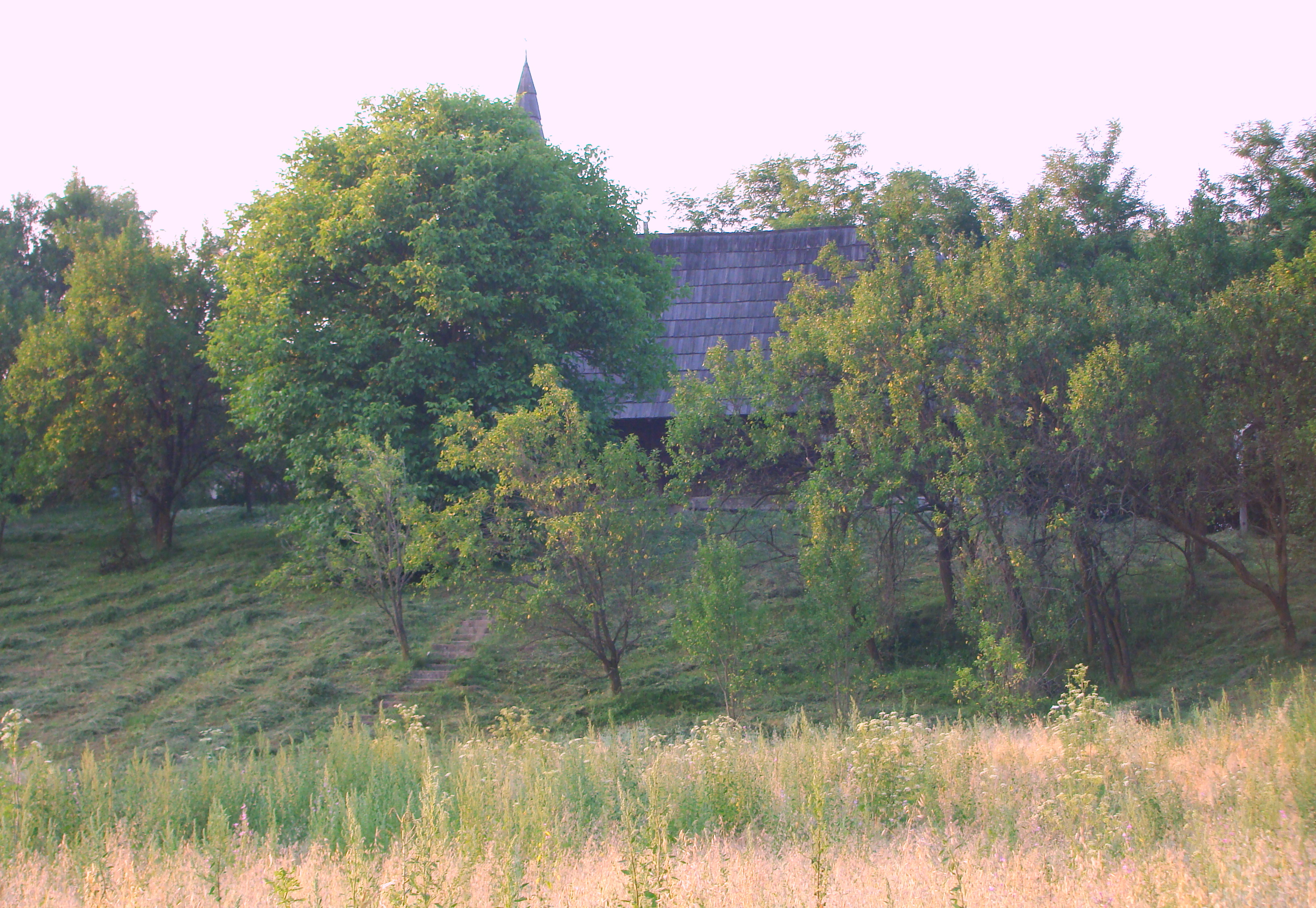
Biserica din depărtare
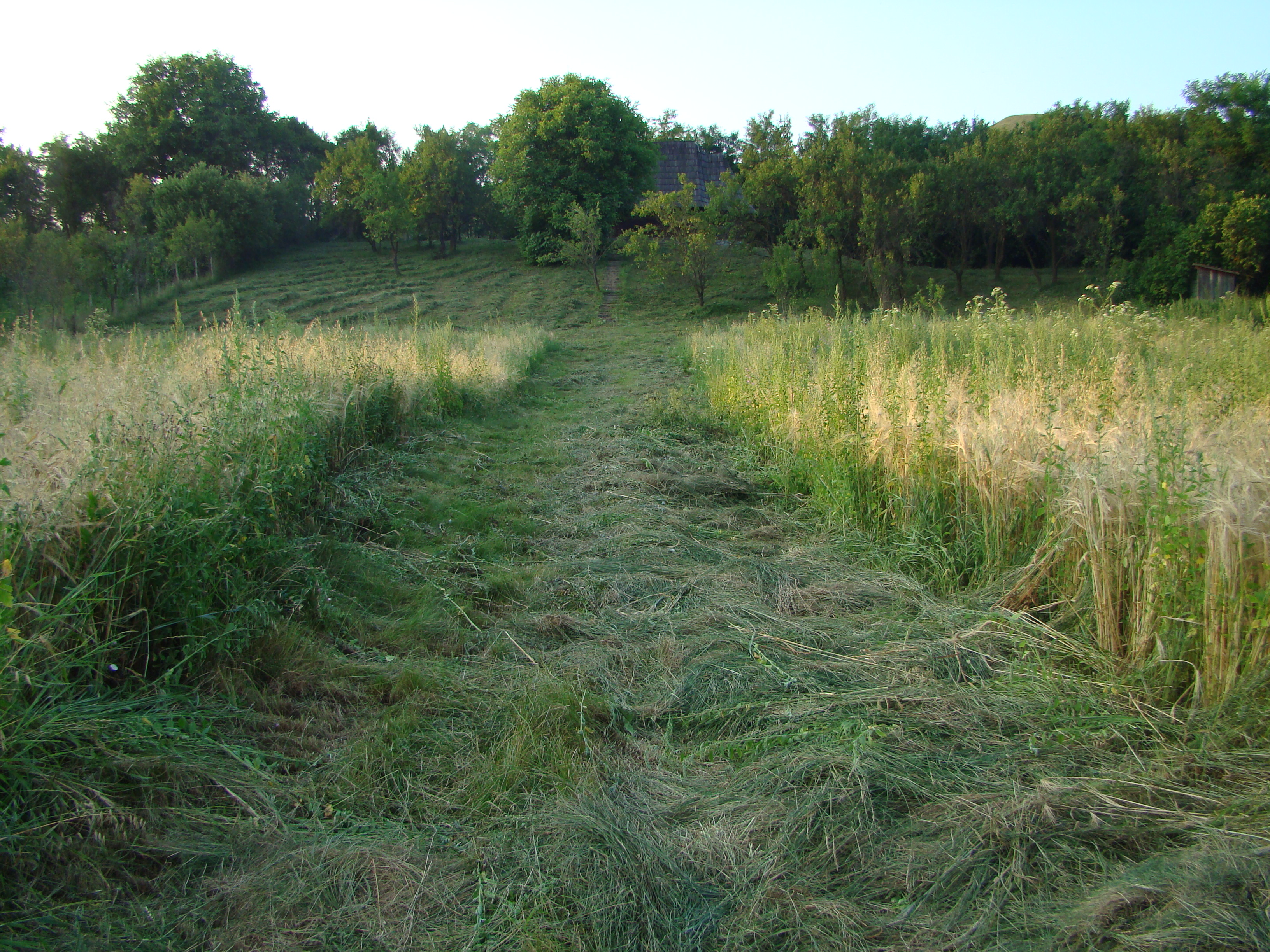
„Drumul” spre biserică
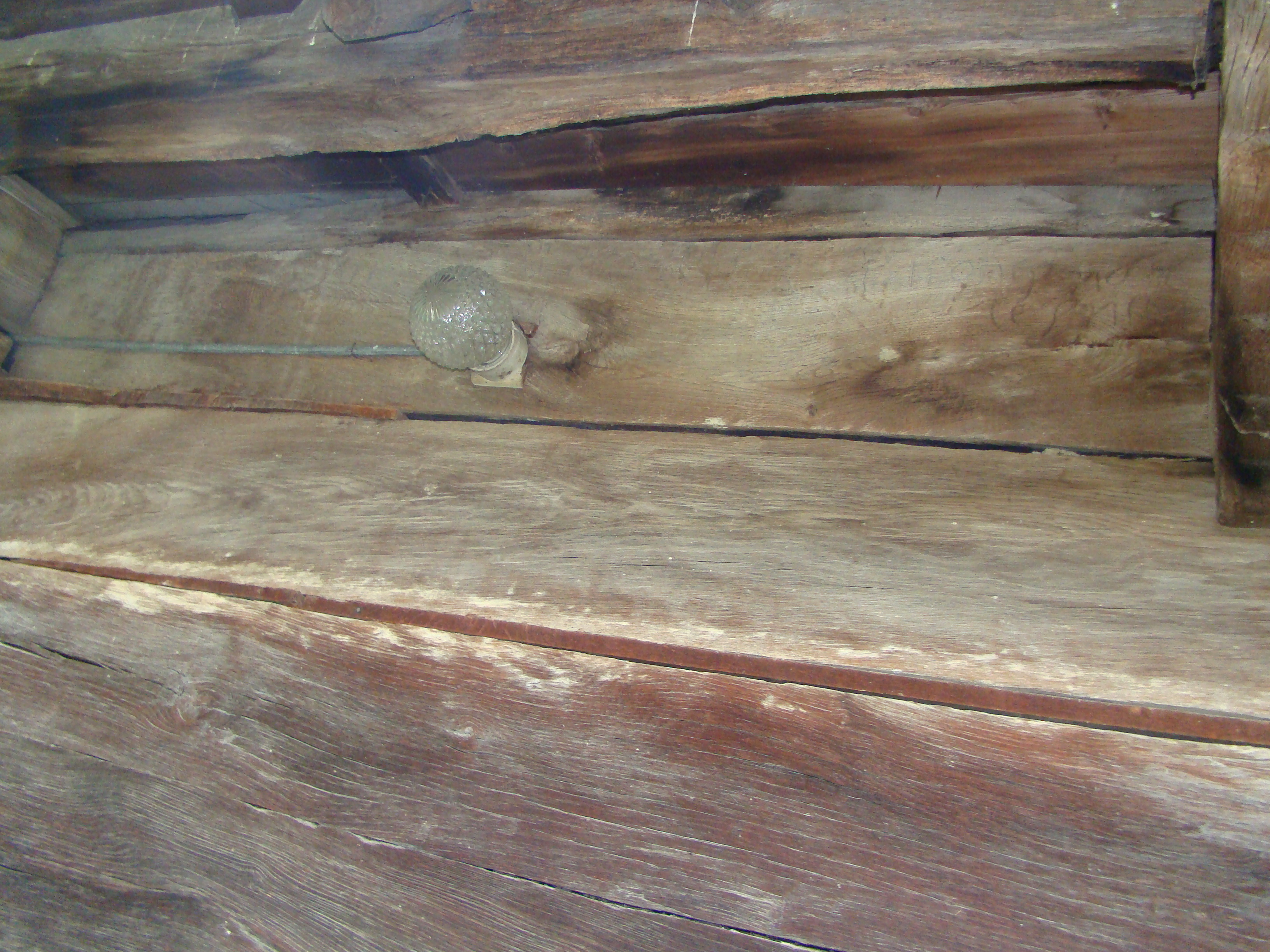
Bârne masive
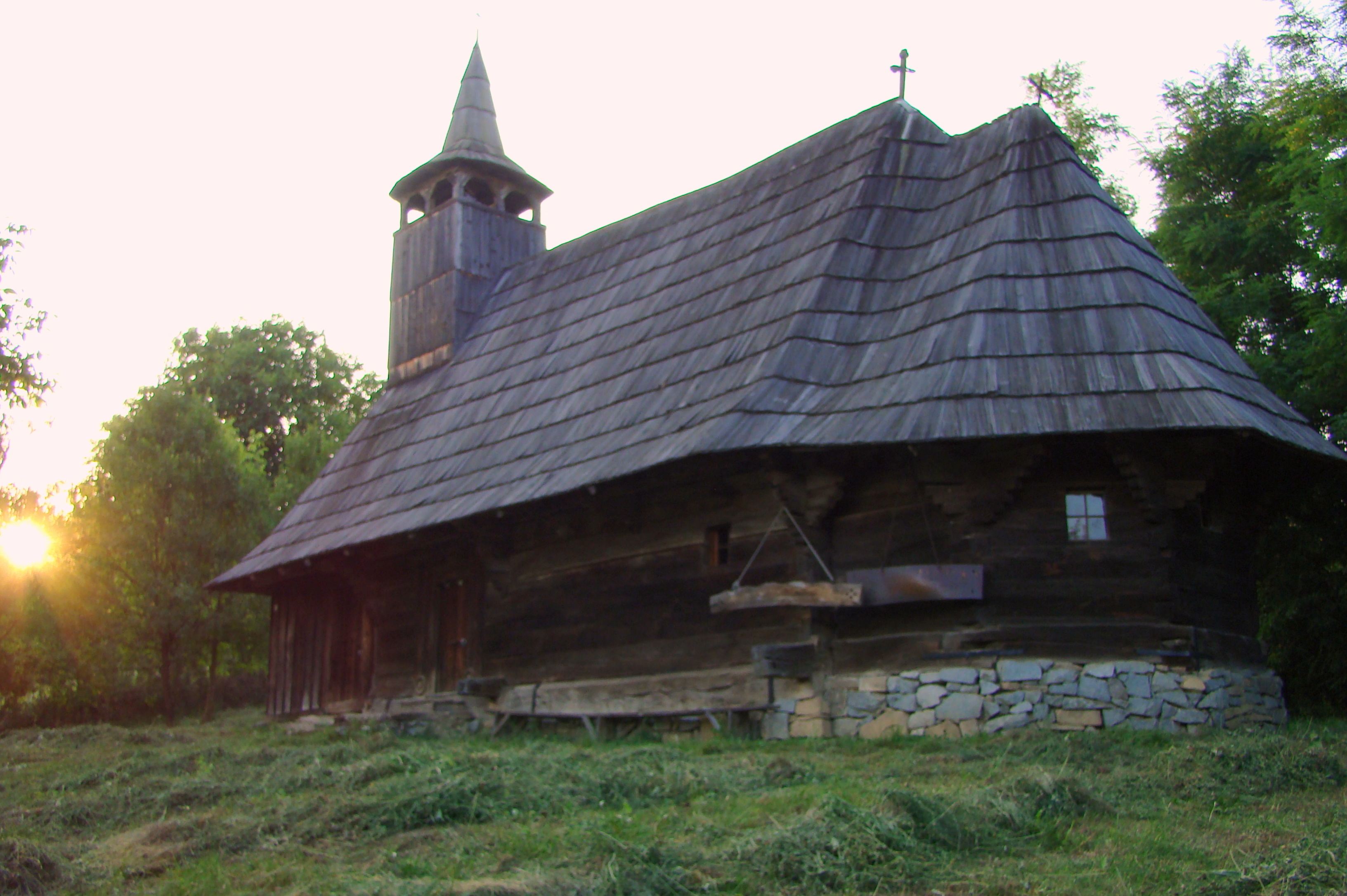
Biserica (sud-est)
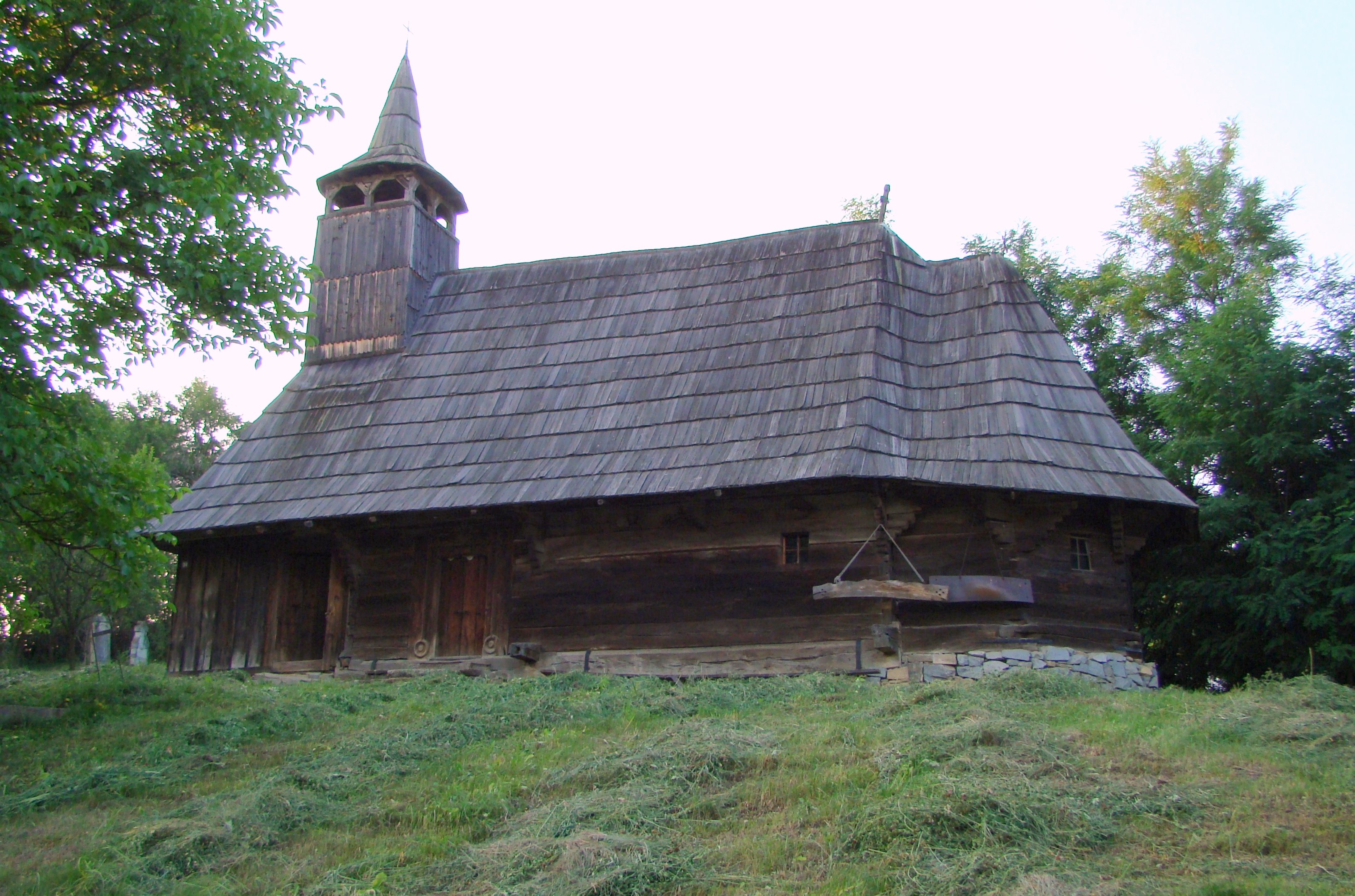
Biserica (sud)
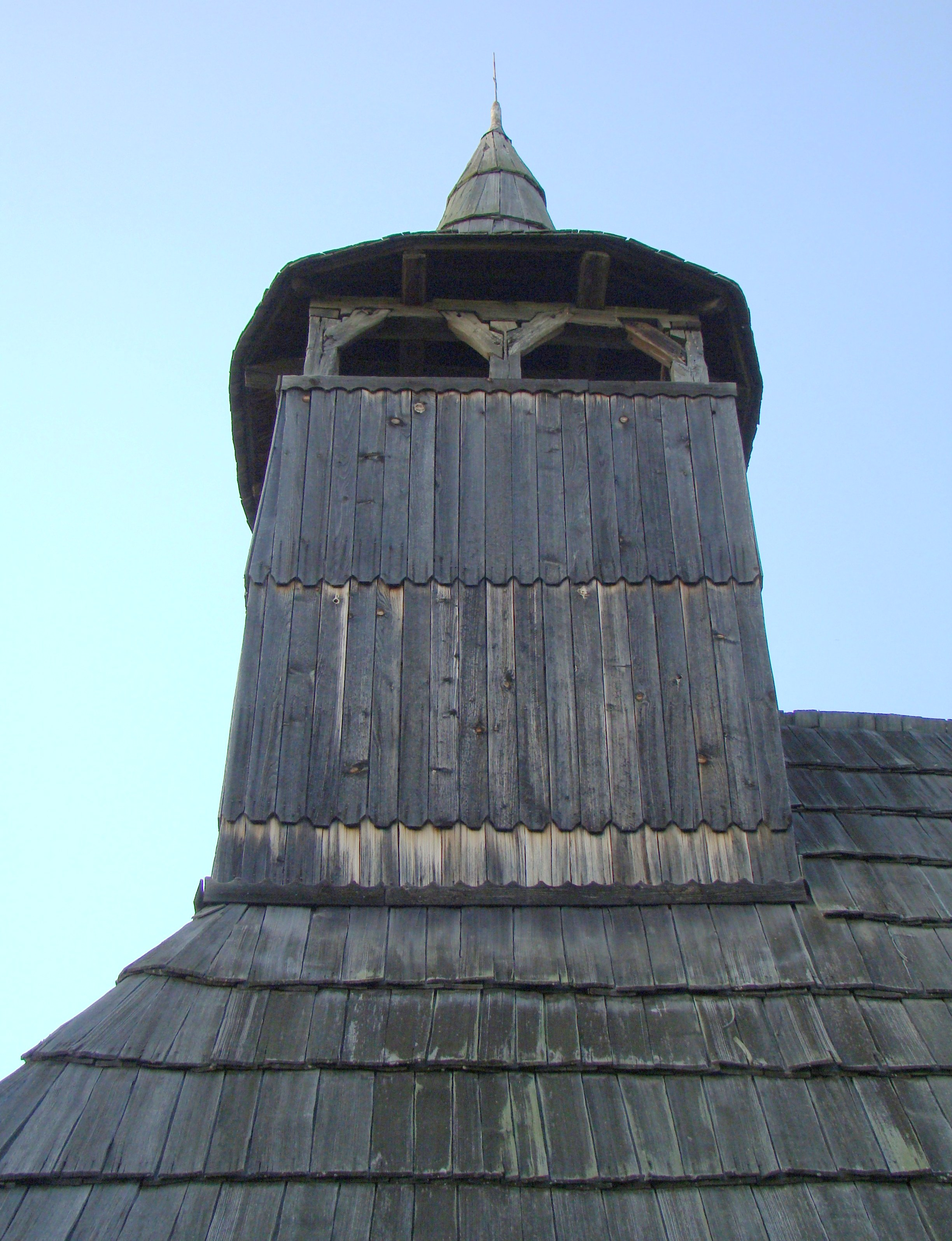
Turnul
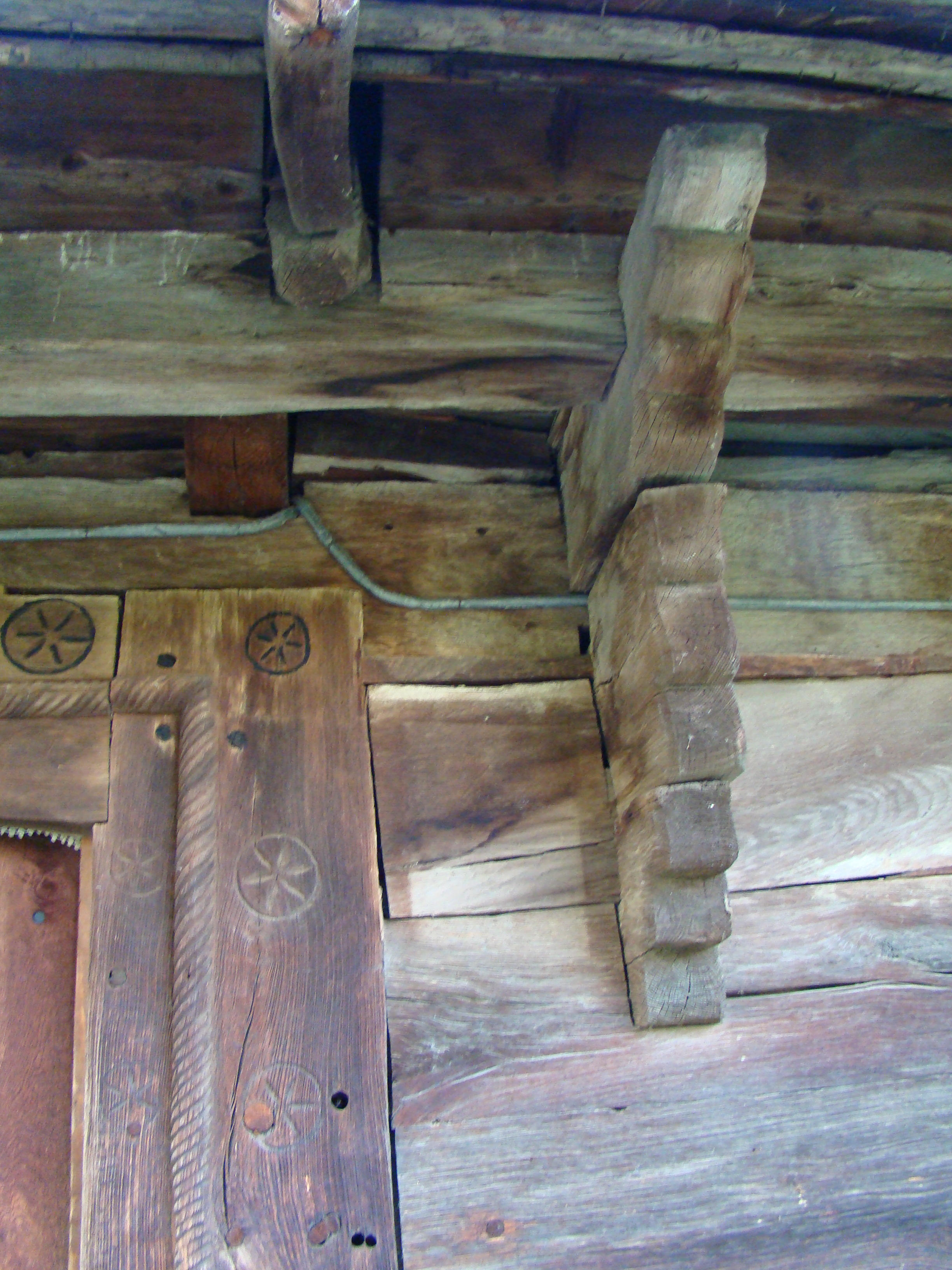
Console
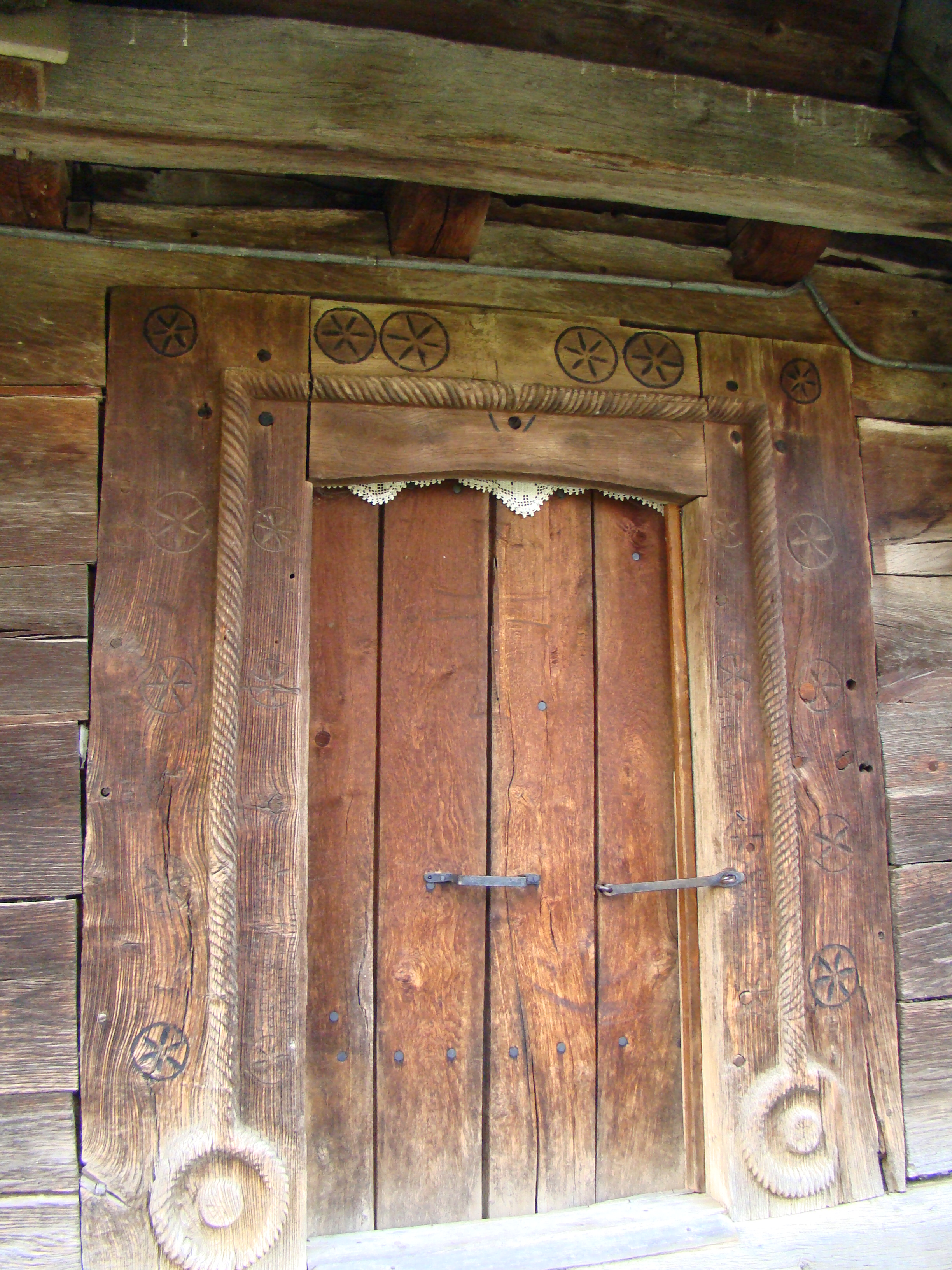
Portalul exterior
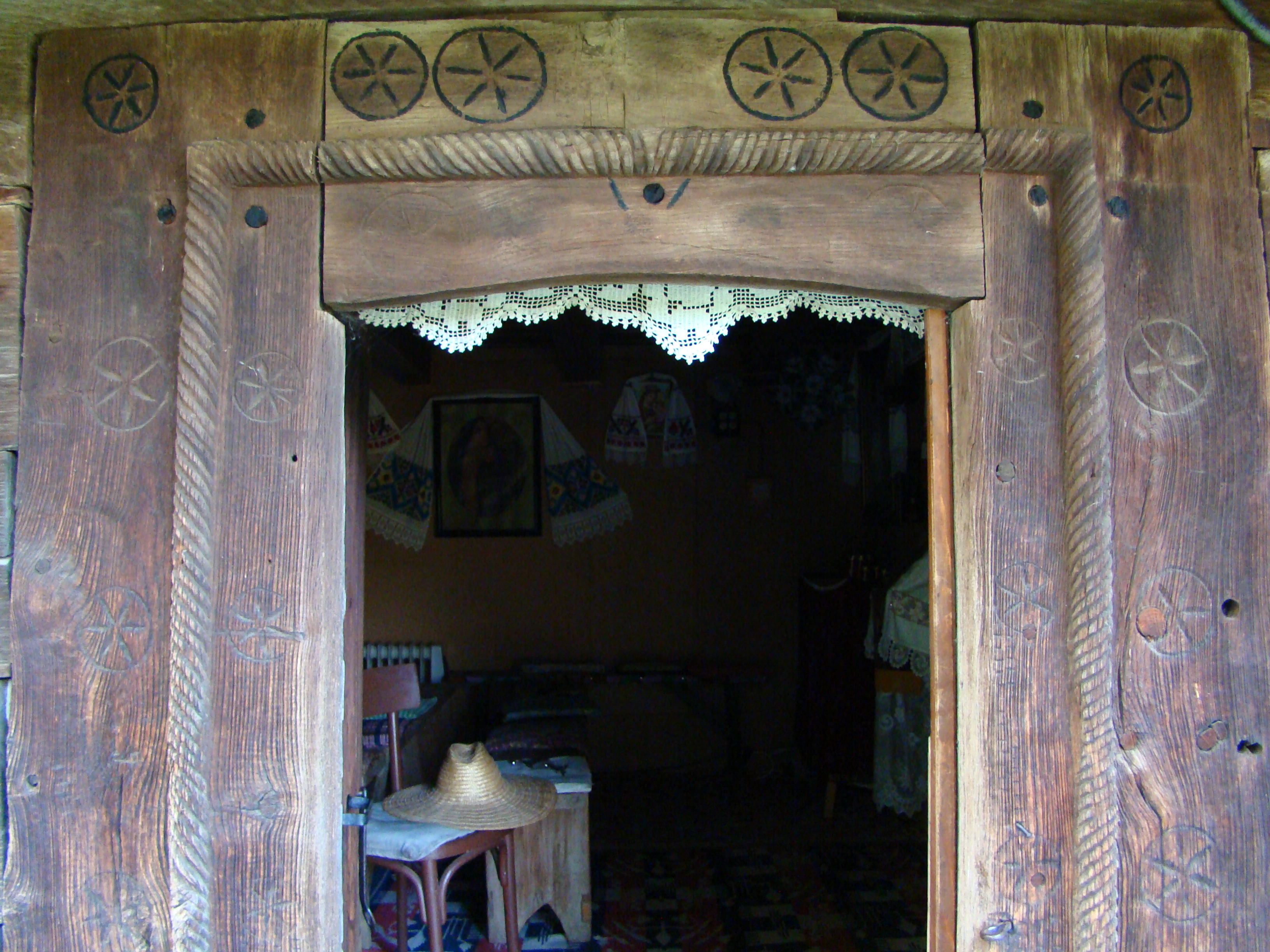
Portalul exterior (detaliu)
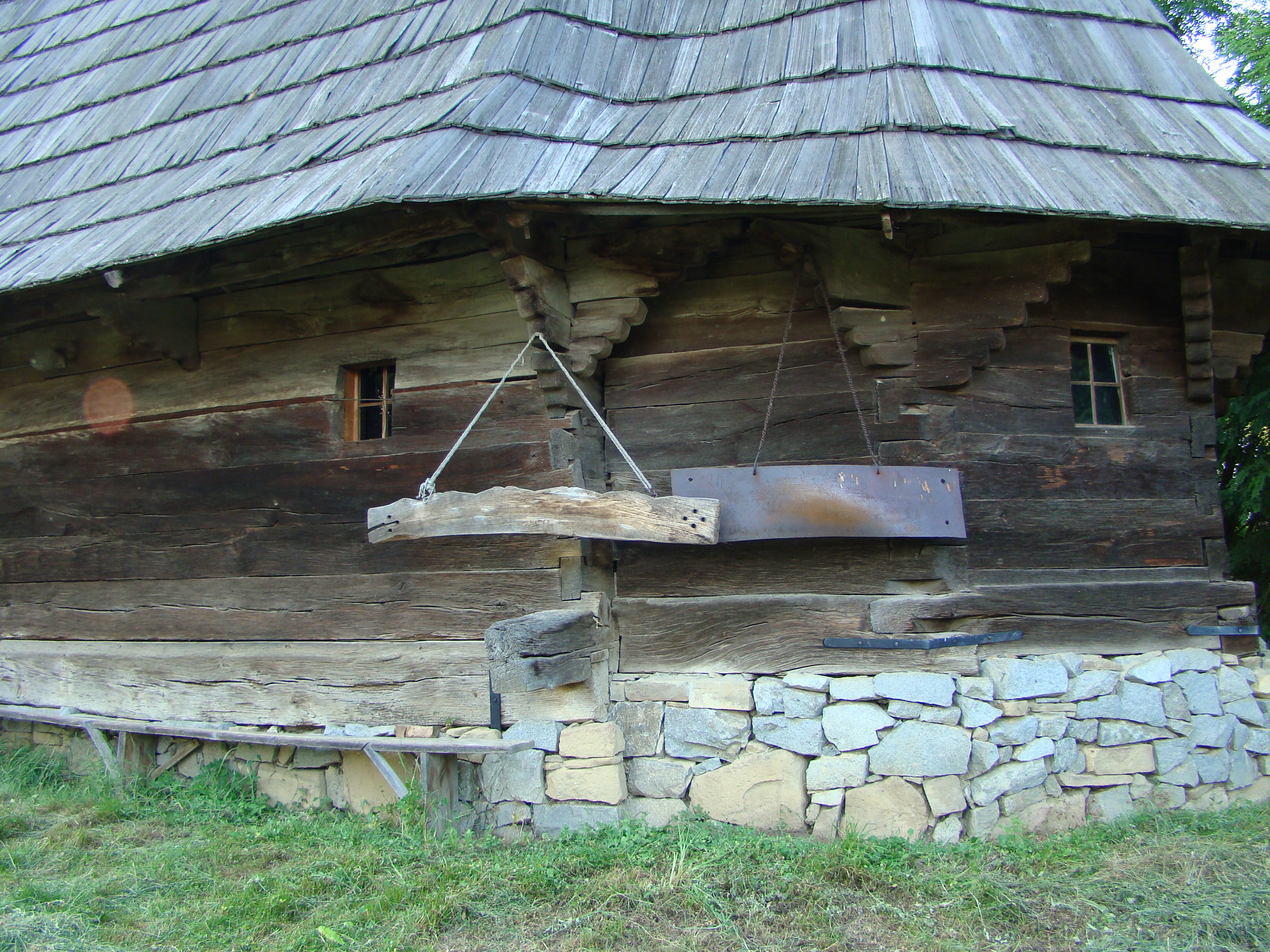
Toaca
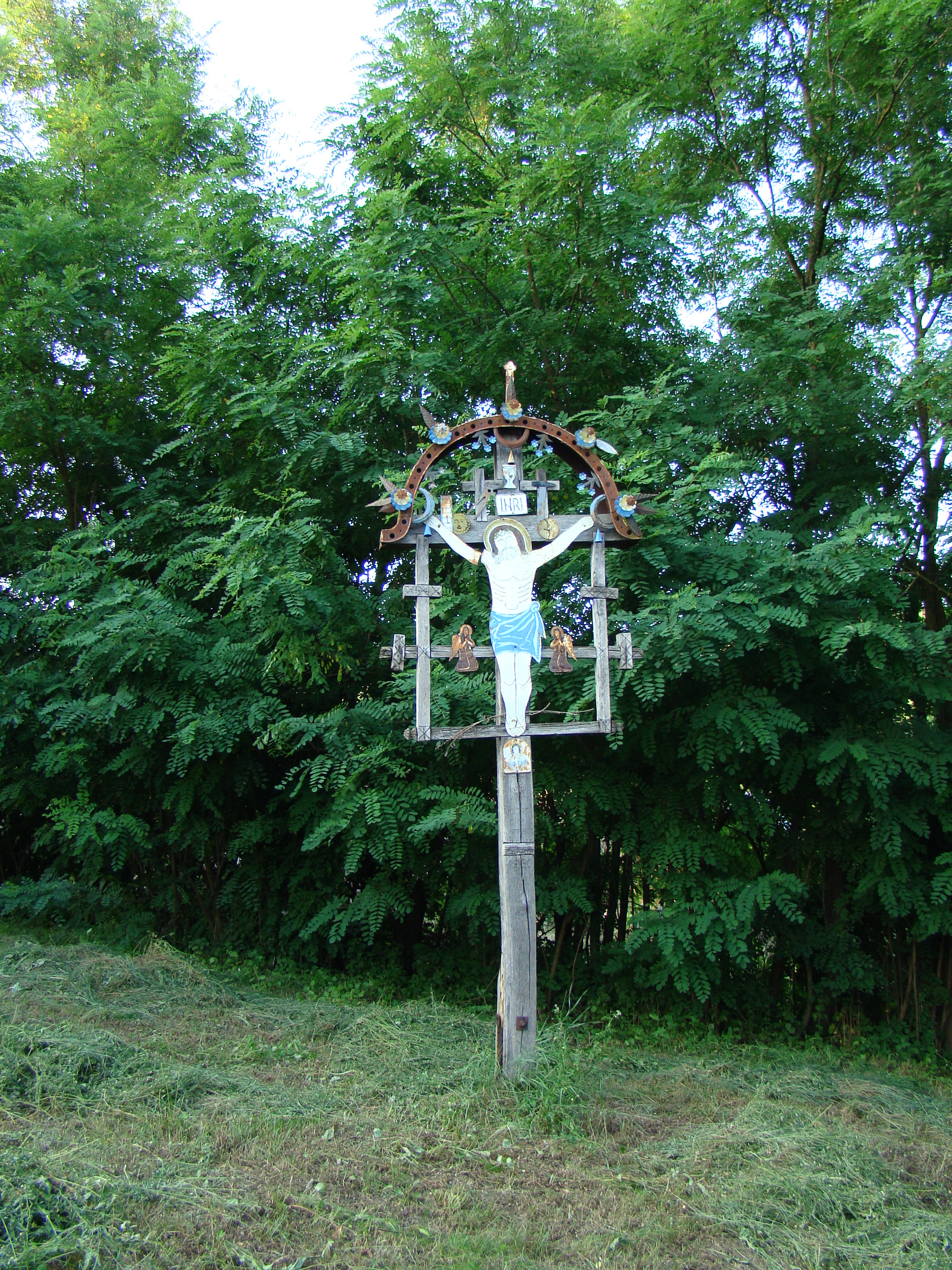
Troița
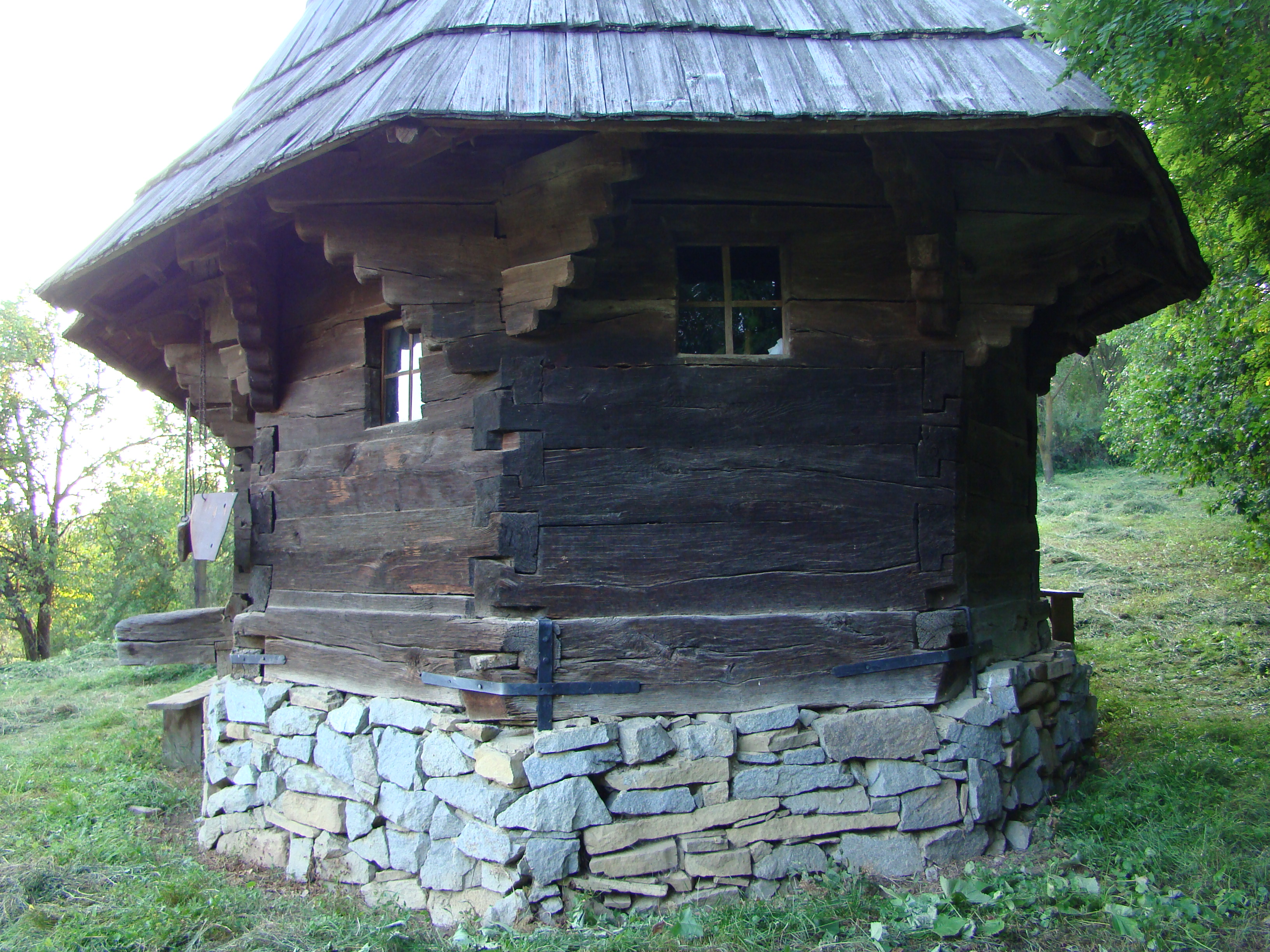
Absida altarului
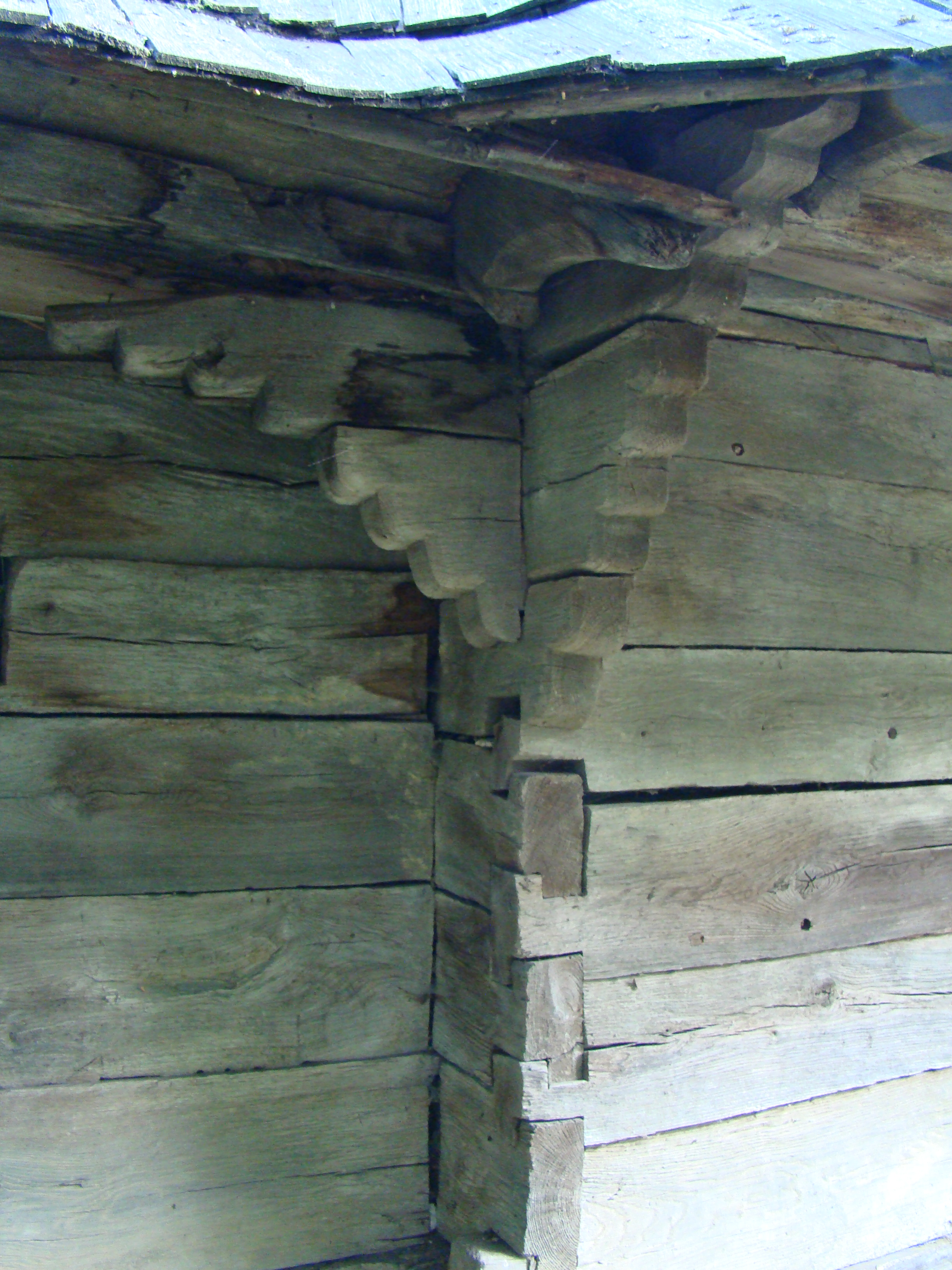
Console
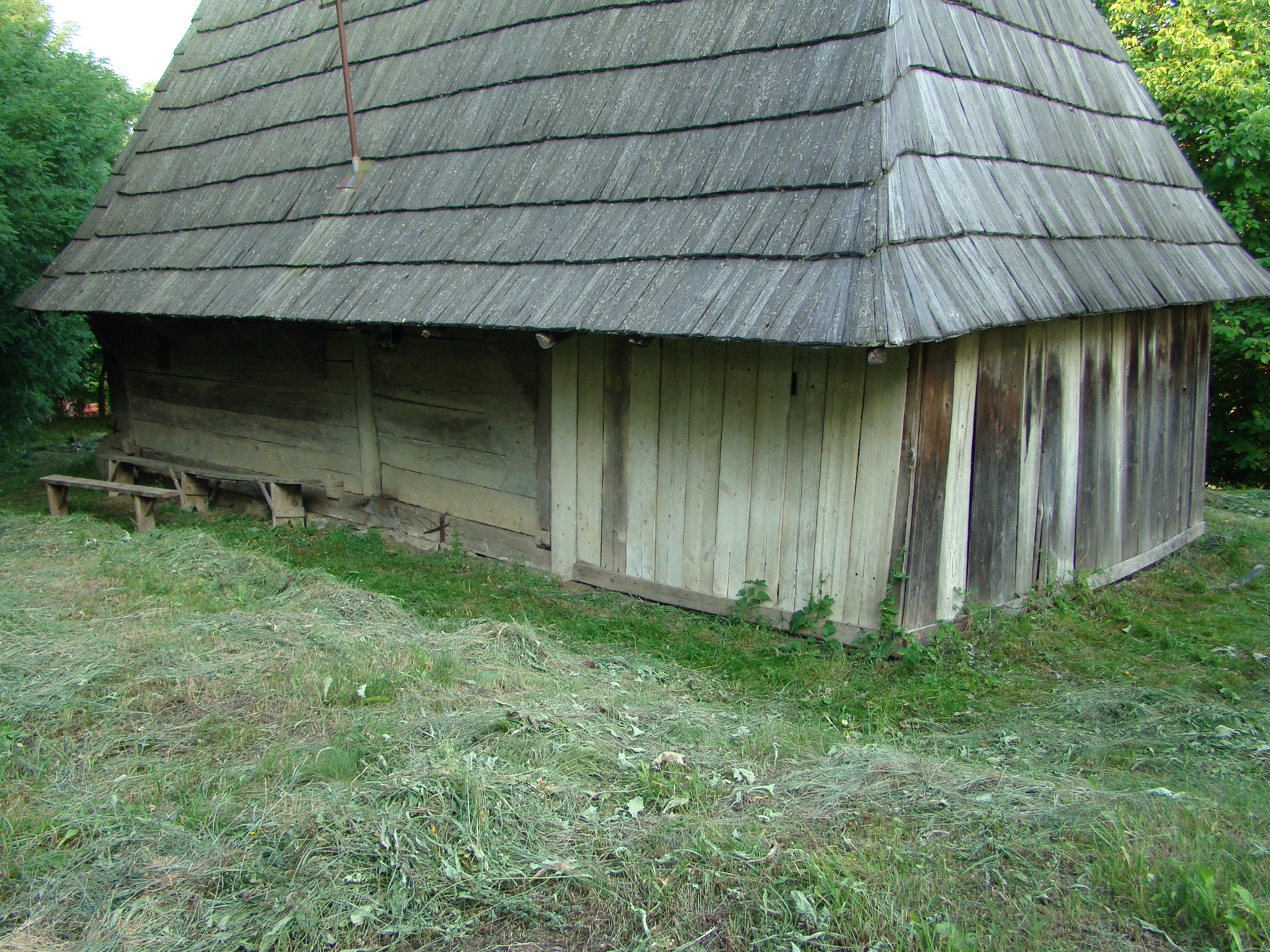
Butea
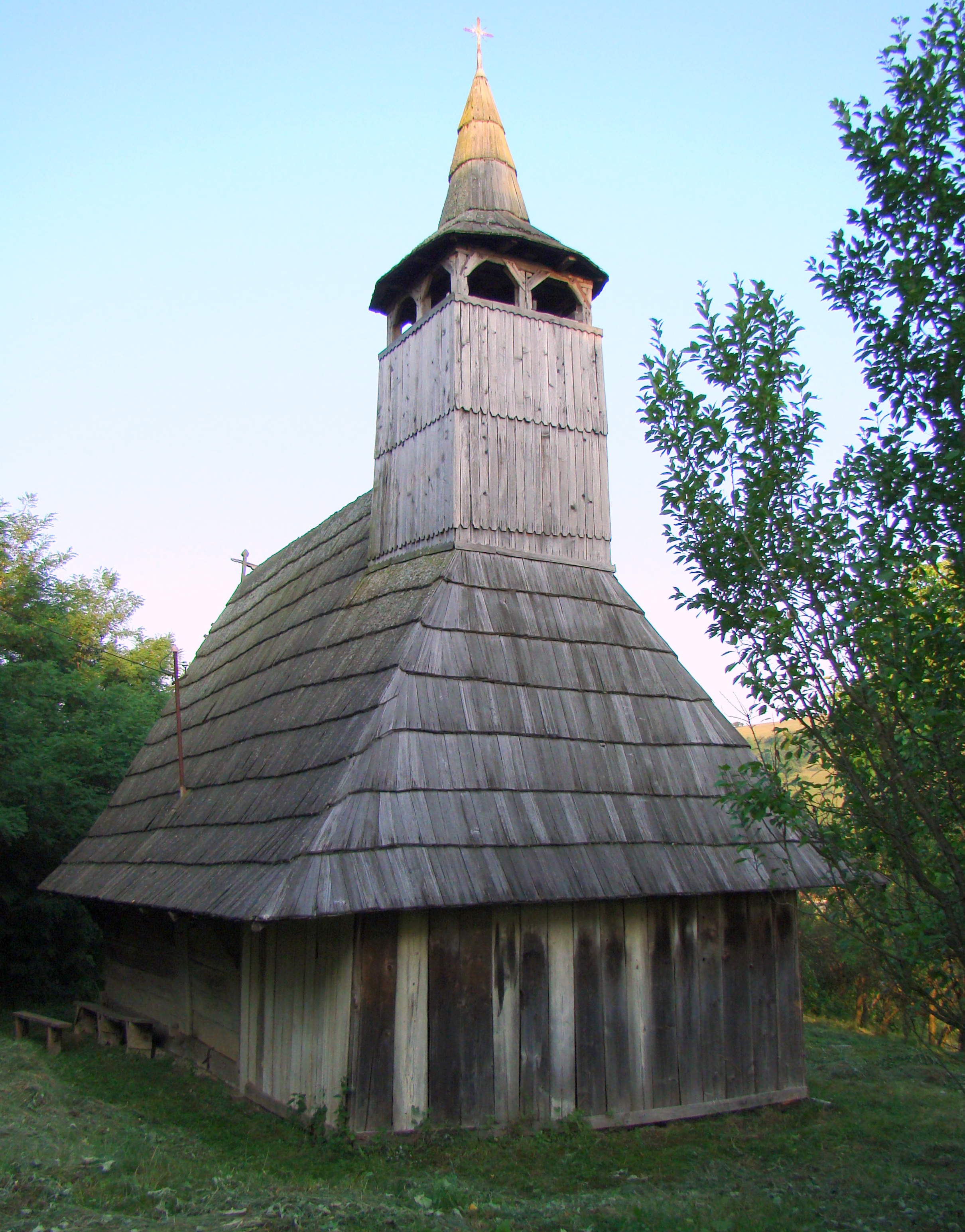
Biserica vest
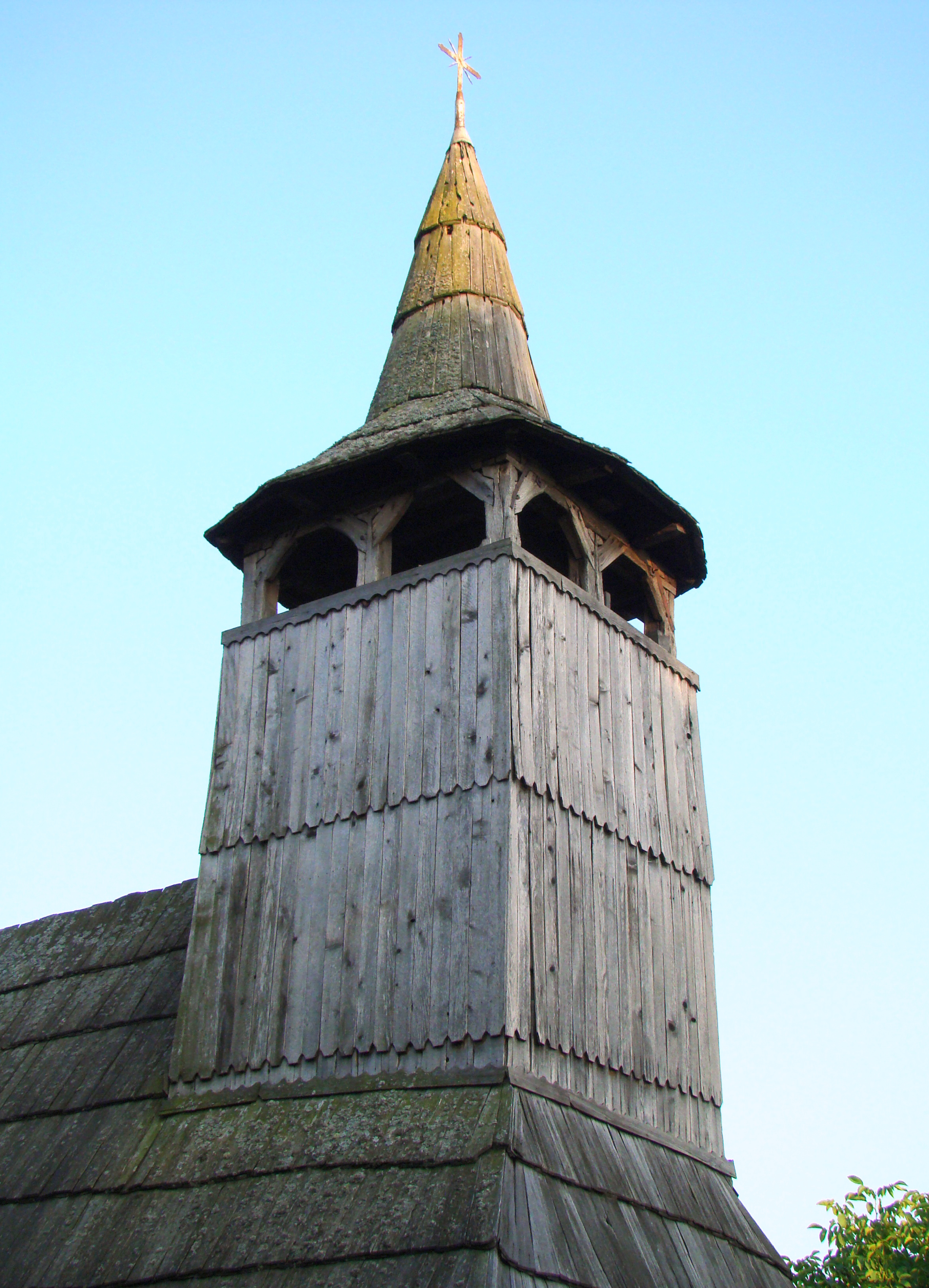
Turnul
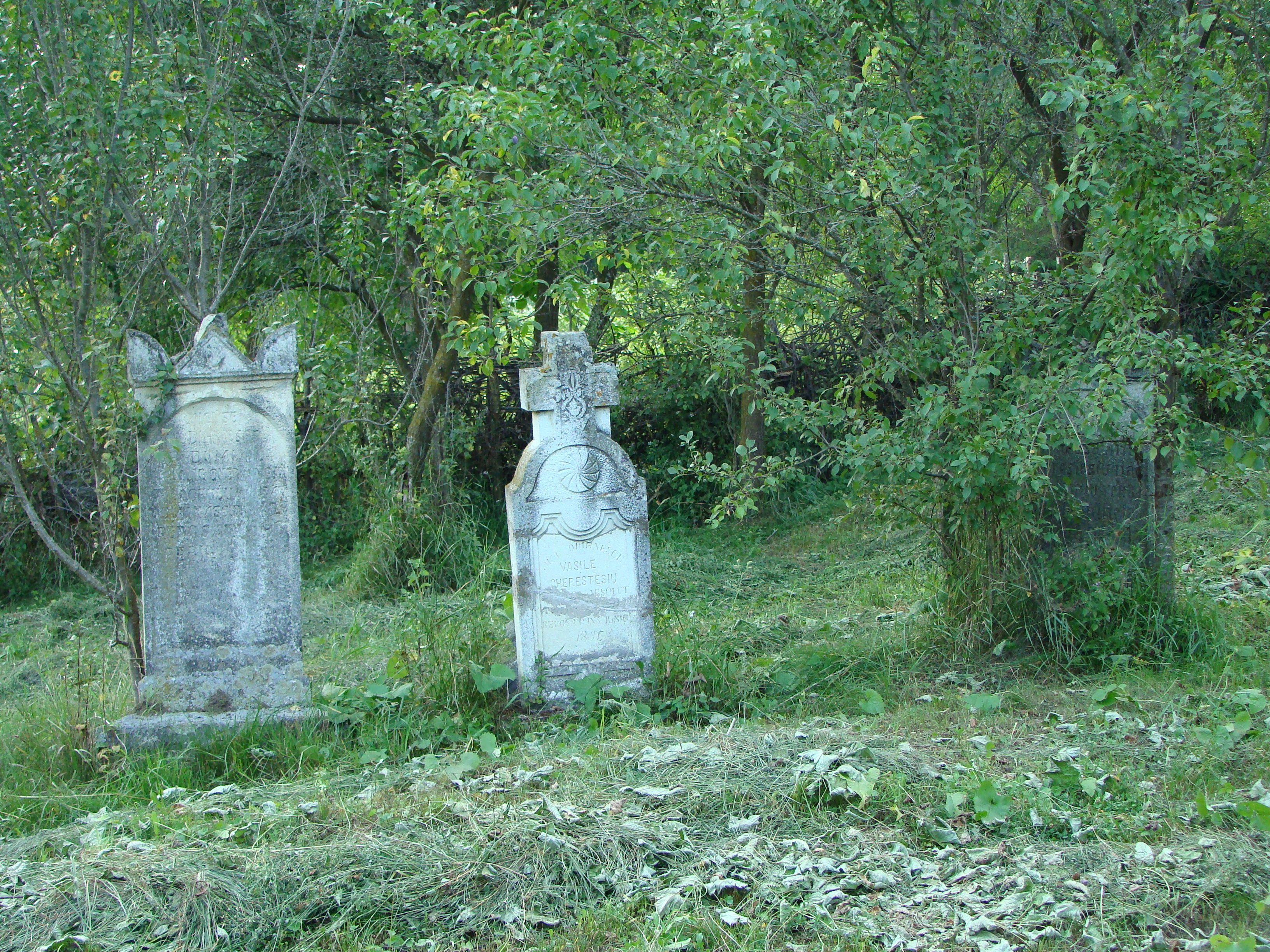
Cruci vechi de piatră